# تبريز
تِبْرِيز (بالفارسيَّة الفهلويَّة: تَپَریز) هي إحدى أهم وأبرز المدن الآذرية في إيران وعاصمة مُحافظة أذربيجان الشرقيَّة. تصل مساحة المدينة إلى حوالي 237,45 كيلومتر مُربَّع (91.506 أميال مُربَّعة)، وبذلك فهي ثالث أكبر مُدن إيران بعد كُلٍّ من طهران ومشهد، وأكبر مدينة في شمال غرب البلاد. تُشكِّلُ المدينة إحدى أقطاب الاقتصاد الإيراني، فهي تشتهر بأعمالها الإداريَّة والتجاريَّة والصناعيَّة، وبقطاع الاتصالات، ومن أبرز صناعاتها صناعة الإسمنت والبتروكيماويَّات وتجميع السيَّارات والآلات.
تشتهر تبريز بتاريخها العريق الإسلامي وقبل الإسلامي، بما في ذلك العهود الأشكانيَّة والساسانيَّة، ومن ثمَّ العبَّاسيَّة والخوارزميَّة والمغوليَّة والإلخانيَّة والتيموريَّة، والجلائريَّة والقره قویونليَّة والآق ‌قویونليَّة والصفويَّة والقاجاريَّة وغيرها، وقد اتُخذت عاصمةً لإيران خلال عدَّة مراحل من التاريخ الإسلامي أبرزها المرحلتين الصفويَّة والقاجاريَّة. يتراوح عدد سكَّان تبريز اليوم بين 1,494,998، و 2,000,000 نسمة، يقطن حوالي 1.8 ملايين منهم المنطقة الحضريَّة للمدينة المشتملة على الضواحي والبلدات المُلحقة، ولطالما كانت ذات كثافة سكانية عالية، وهي من أكبر مدن الشرق الأوسط، فخلال العهد الصفوي في القرن السادس عشر أصبحت المدينة من أكبر المدن في العالم، وخلال العهد القاجاري أصبحت أكبر مدن إيران وأكثرها كثافةً بالسكَّان. يُشكِّلُ التُرك الآذر الأغلبيَّة الساحقة من سكَّان المدينة، وتُشير بعض الدلائل الأثريَّة، وفق ما استنتجه البعض من العلماء، أنَّ سكَّانها الأوائل كانوا من أصولٍ إيرانيَّة لاطورانيَّة. كذلك فقد استوطنتها قبائل عربيَّة أبَّان الفتح الإسلامي أبرزها الأزد.
تقع تبريز في غرب محافظة أذربيجان الشرقيَّة. يحدّها من الجنوب والجنوب الشرقي سهوبٌ شاسعة، ومن الشمال جبليّ پکچین وعون بن علي، ومن الشمال الشرقي قريتيّ باباباغي وگوزني، وعلى الطرف الشرقي من حدودها الجنوبيَّة يقع جبل سهند. يتميَّز طقس تبريز بالبرودة الشديدة شتاءً وبالحر والقيظ والجفاف صيفًا، نظرًا لكونها مدينة داخليَّة لا تعرف الرطوبة.
تعرَّضت تبريز لغزواتٍ كثيرة عبر تاريخها وأيضًا إلى عدَّة زلازل مدمِّرة، ويُعزى ذلك إلى موقعها الجغرافي المُميَّز، فهي تتمركز على الهضبة الإيرانيَّة التي تُشكّل الامتداد الطبيعي للهضبة الأناضوليَّة، وجعلها موقعها مركز استقطاب تجاري كبير بين الشرق والغرب، وما زلت المدينة تحتفظ بأهميتها التجاريَّة حتى الزمن الحالي، وقد لعبت دورًا أساسيًّا في نموّ الصناعة الإيرانيَّة وتطويرها وساهمت مُنتجاتها بشكلٍ فاعل في الاقتصاد الإيراني. من أبرز معالم المدينة مجمَّع السوق الشرقي المُغطّى (البازار) الكبير، الذي اختير ليكون موقعًا من مواقع التراث العالمي سنة 2010م، كذلك هناك موقع تنقيب أثري يرجع إلى حوالي 2500 سنة في قلب المدينة، ومتحفٌ تُعرض فيه الآثار التي كُشف النقاب عنها في تبريز، ويُعد هذا الموقع أيضًا من أبرز المواقع الأثريَّة في إيران.
تبريز هي إحدى أكثر المدن أمانًا في إيران، سواء على المستوى الأمني أم الصحي، إذ تقل فيها نسبة الجريمة والتسوّل، ويرتفع فيها مستوى الخدمات الصحيَّة، ويقصدها الناس من الأنحاء المجاورة بهدف الحصول على نوعيَّة أفضل من العلاج، كما تضم ثاني أكبر جامعة في البلاد.

## التسمية
يقول ياقوت الحموي في «مُعجم البُلدان»: «تِبْرِيزُ: بكسر أوله وسكون ثانيه وكسر الراءِ وياء ساكنة وزاي»، وهذه هي الطريقة التي يُلفظ بها اسم المدينة حاليًّا باللغة الأذربيجانيَّة لأهلها وأهل كامل المُحافظة، وكذلك باللغات الإيرانيَّة جنوب القزوينيَّة، وهو على وزن «فِعلیل». ذكر المؤرِّخون الأرمن القدماء المدينة باسم «تَوریژ» وهو ذات اللفظ الفهلوي الشمالي لاسم المدينة، ومن هذا الاسم برز إسمان آخران للمدينة هما: «توریز» و«تُوْري»، وقد استخدم الرحَّالة والكتَّاب القدامى كلًّا منهما على حدٍّ سواء.
يُشتق اسم تِبْريز من كلمتين: "تب" وتعني «الحرارة»، و"ريز" وتعني «الصب بعيدًا» وتُفيد معنى «يصب بعيدًا»، وبهذا فإنَّ اسمها يعني «قاهرة الحرارة»، وبتفصيلٍ أكبر «قاهرة الحمَّى» أو «طاردة الحمَّى» أو «صبَّابة الحمَّى»، ويُقال أن سبب تسميتها على هذا النحو يرجع إلى أنَّ زبيدة بنت جعفر بن المنصور زوجة الخليفة العبَّاسي الكبير هارون الرشيد قامت بإنشائها عام 791م بعد أن شُفيت من حمَّى شديدة ألمَّت بها فترة من الزمن وأقعدتها، عندما زارت الموقع لبضعة أيَّام فشفاها النسيم العليل والمناخ اللطيف. غير أنَّ الأدلَّة كلها تُشير إلى عدم صحَّة هذا، إذ لا وجود لأي وثيقة أو دليل يؤكد زيارة زُبيدة زوجة الرشيد إلى أذربيجان طيلة فترة حياتها، بل إنَّ الأدلَّة تشير إلى أنَّ الاسم كان معروفًا منذُ قرون عديدة قبل قيام الدولة العبَّاسيَّة، وأبرزها طريقة اللفظ الأرمنيَّة للاسم، إذ يقول الخبراء اللغويون والمؤرخون أنَّها قريبة جدًا للفظ الفهلوي الشمالي، ما يعني أنَّ المدينة، أو على الأقل المستوطنة البشريَّة التي كانت قائمة مكانها، تعود إلى عصرٍ قبساساني، بل ربمًّا قبأشكاني (سابقٌ على العصرين الساساني والأشكاني)، ومن أبرز الذين أنكروا صحَّة رواية زوجة هارون الرشيد الأستاذ أحمد الكسروي التبريزي.
عام 1842م توصَّل خبراء لغويون إلى تفسير آخر أكثر احتمالًا لمعنى اسم تبريز، فقالوا أنَّه يُفيد معنى «حار-مُتدفق» (تب = دافئ، ويُحتمل اشتقاقها من كلمة تپ من "تپيد")، وهو يُشير إلى الينابيع الحارَّة المتفجِّرة في المناطق المُحيطة بالمدينة. وقد استنتج هؤلاء الكلمة الأصل من كلمةٍ أخرى ألمانيَّة شائعة في بوهيميا، وهي Teplitz تُفيد نفس المعنى تقريبًا، نظرًا لأنَّ كلَّا من الألمانيَّة والفارسيَّة (بكافَّة أطوارها التاريخيَّة) لغة آريَّة هندوأوروبيَّة.

## التاريخ

### عصور ما قبل التاريخ

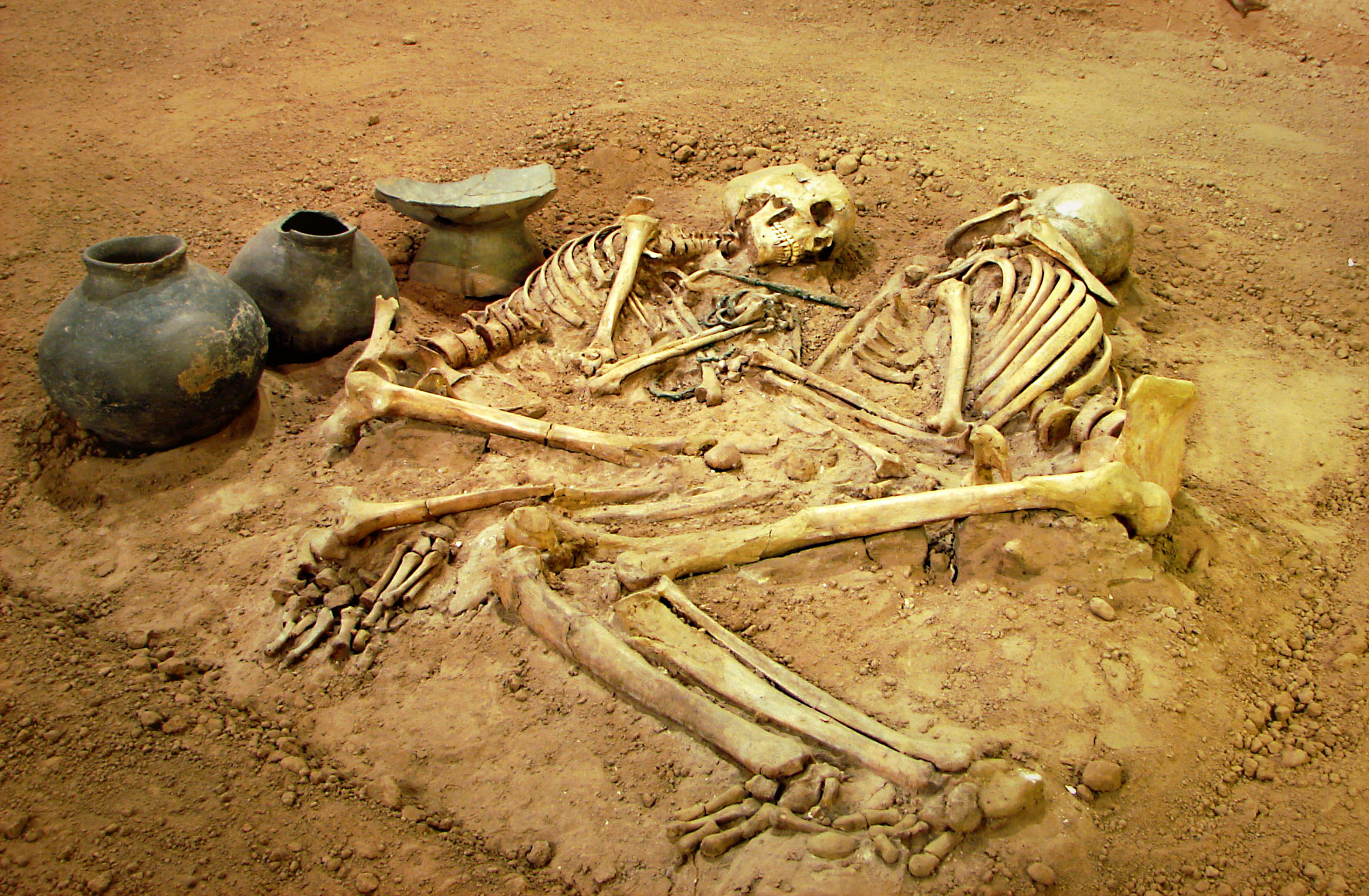
هيكلان عظميّان بشريان عُثر عليهما في تبريز، يعودان للعصر الحديدي.

ما زال الغموض يكتنف المراحل القبتاريخيَّة لتبريز، حيثُ لم تظهر أيَّة آثار تُشير إلى بداية الاستيطان البشري للمنطقة والتاريخ التقريبي لإنشاء أوَّل مستوطنة فيها. يفترض بعض علماء الآثار أنَّ جنَّة عدن المذكورة في التوراة والقرآن إنَّما هو اسمٌ للموقع الذي يشمل المدينة حاليًّا، وبهذا فإنَّها قد تكون مهداً من مهود البشر. كشفت إحدى الحفريَّات في موقع متحف العصر الحديدي في الجهة الشماليَّة الشرقيَّة من المسجد الأزرق الشهير بعض البقايا البشريَّة والحِرَفيَّة، ويُعتقد أنها ترجع للألفيَّة الأولى ق.م، فإن صحَّ هذا تكون المدينة من أقدم المواقع المأهولة في العالم. يُرجَّح أنَّ غموض المراحل الأقدم من تاريخ تبريز يرجع إلى تدميرها مرارًا وتكرارًا بفعل الكوارث الطبيعيَّة والغُزاة المُتلاحقين.

### العصور القديمة
يعتقد الباحثون أنَّ أوَّل ذِكر لتبريز ورد في نقوش سرجون الثاني ملك آشور في سنة 714 ق.م، حيث أشار إلى حصن «تارویي–تارمکیس» الميديّ وقال أنَّه حصنٌ عظيم البُنيان ذو أراضٍ خصبة وحضارة مزدهرة. تُشيرُ النقوش أيضًا إلى أنَّ الآشوريّين دكّوا هذا الحصن دكًّا، وتمكنوا من فتحه في نهاية المطاف. أمَّا علاقة تبريز خلال الفترة الميديَّة-الآشوريَّة بغيرها من الحصون والمدن في الإمبراطوريَّتين الميديَّة والآشوريَّة فما زالت محل جدال بين العلماء والباحثين. أختيرت تبريز لتكون عاصمةً لعدد من الممالك التي قامت في البلاد الإيرانيَّة مُنذ عصر القائد الفارسي آتورپات،(1) الذي خدم في جيش الإسكندر الأكبر، واستمرَّت كذلك طيلة قرون طويلة بعد انقضاء العصور القديمة.

### العصور الوسطى
يُشير مُجلَّد «تاريخ إيران» المنشور من قِبل جامعة كامبريدج إلى أنَّ تبريز المُعاصرة أنشأها الفُرس الساسانيّون في بداية عهدهم، خلال القرن الثالث أو الرابع الميلادي، أو ربَّما في وقتٍ لاحق، كالقرن السابع على الأرجح. أُعيد إنشاء المدينة على أنقاض تبريز الأولى مرارًا وتكرارًا خلال العصور اللاحقة للعصر الساساني، وعُرفت لفترةٍ طويلة قبل الفتح الإسلامي باسم "تورژ"، وكانت إحدى صلات الوصل البارزة بين العالمين الشرقي الآسيوي والغربي الأوروبي والرومي، وجسرًا من جسور التواصل بين ملوك فارس وملوك أرمينية. وفقًا لرواية البروفيسور ڤلادیمیر مینورسكي في موسوعة الإسلام، فإنَّ الساسانيّين توجهوا لفتح المدينة بغرض الثأر من الأرمن الذين قتلوا أردوان الخامس آخر ملوك فرثيا، غير أنَّ المؤرخين الأرمن القدماء لم يذكروا هذه القصَّة، والظاهر أنَّها مبنيَّة على رواية محليَّة. وفي الواقع فإنَّ الساسانيّين سيطروا على كامل أذربيجان بعد أن توجهوا للثأر من هزيمتهم على يد الشاه أردوان وتمكنوا من هزيمة جيشه هزيمة مُنكرة بقيادة أردشير الأوَّل، وقتلوه في المعركة.

#### الفتح الإسلامي
عام 22هـ، المُوافق لسنة 643م، تمكن المسلمون بقيادة الصحابي نعيم بن مُقَرِّن المزني من فتح تبريز وضّمِّها إلى الدولة الإسلاميَّة الراشدة، بعد أن هزموا الفُرس الساسانيَّين في عدَّة وقعات. ولم يأتِ البلاذري في كتابه حامل عنوان «فُتوح البلدان» على أي ذِكرٍ لتبريز سواء باسمها الحالي أو الفارسي القديم؛ وقد رجَّح المؤرخون أنَّ سبب ذلك هو أنَّ تبريز لم تتعد كونها قرية صغيرة في ذلك الزمن. ويقول البعض أنَّ الحروب المستمرَّة في أواخر العهد الساساني وضعف الإمبراطوريَّة ذاتها، ربَّما ساهما في اندثار المدينة شيئًا فشيئًا حتى إذا حلَّ الفتح الإسلامي كانت قد استحالت قرية عاديَّة لا شأن لها، بعد أن هجرها أغلب أهلها.

#### العهدان الأموي والعبَّاسي

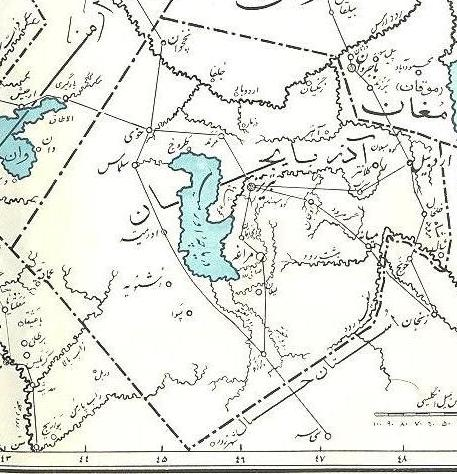
خارطة لبلاد أذربيجان وقصبتها تبريز، خلال العصر العبَّاسي.

استمرَّت تبريز قرية عاديَّة طيلة العهد الأموي، حتى جاء العهد العبَّاسي وزمن الخليفة أبو الفضل جعفر المتوكل على الله، عندما قدمت المدينة مجموعة من قبيلة الأزد اليمنيَّة العربيَّة بقيادة زعيمهم الروَّاد، واستقرَّت بالمدينة، فعلا شأنها وأخذت بالازدهار من حينها، وشُيِّدت فيها القصور والأبنية الجديدة، وشُيِّدَ حولها سورٌ لحمايتها من الغزوات. يقول ياقوت الحموي في معجم البلدان: «وكانت تبريز قرية حتى نزلها الروَّاد الأزدي المتغلب على أذربيجان في أيام المتوكل، ثم إن الوجناء بن الرواد بَنَى بها هو وإخوته قصورأ وحصنها بسور فنزلها الناس معه». ذَكَر بعض الجغرافيّون والمؤرخون المسلمون الذين عاشوا في العصر العبَّاسي مثل ابن خرداذبة، والطبري، والبلاذري، المدينة باسمها الحالي في مؤلَّفاتهم، مثل كتاب المسالك والممالك لابن خرداذبة وتاريخ الطبري، وأشار إليها كلٌ من مطهر بن طاهر المقدسي وابن حوقل على أنها من أجمل مدن أذربيجان. لبست تبريز أحلى حللها خلال القرن الثالث الهجري، فعمرت وارتفع عدد سكَّانها وعادت تمرّ عبرها طرق التجارة مع الشرق الأقصى، وشيدت فيها المرافق البارزة، ومنها البيمارستان الشهير، غير أنَّ الحال لم يستمر طويلًا، إذ شهدت المدينة زلزالًا شديدًا سنة 434هـ تركها متضررة بشكلٍ كبير، وفي عام 438هـ زار الرحَّالة ناصر بن خسرو المدينة وكتب مُشيرًا إلى هذه الحادثة، فقال: «وصلتُ تبريز في العشرين من صفر سنة ثمان وثلاثين وأربعمائة، وهي قصبة من قصبات أذربيجان، وهي مدينةٌ عامرةٌ جُلْتُها طولًا وعرضًا... وقد قيل لي ان زلزالًا حدث في هذه المدينة سنة أربع وثلاثين وأربعمائة في الايام المسترقة بعد صلاة العشاء فتهدم على أثر ذلك قسمٌ من المدينة، وهلك من أهلها أربعون ألفًا»، وذَكَر أنَّه قسَّم طول المدينة وعرضها فكان كلٌّ منهما ألفًا وأربعمائة (1,400) قدم.
استمرَّ المُتحدرون من نسل الروَّاد الأزدي سادة تبريز طيلة العهد العبَّاسي، وقد تكرَّدوا (أي أصبحوا أكرادًا) مع مرور الزمن واقتبسوا الهويَّة والقوميَّة الكرديَّة، وبحلول سنة 422هـ المُوافقة لسنة 1031م، بدأت طلائع القبائل التركيَّة الغزيَّة تنزح إلى المنطقة، ووافق ذلك عهد الحاكمين أبو منصور وَهْسوذان ابن مملان. وقد أحسن أبو منصور استقبال التُرك الغزّ عندما وصلوا إليه في عاصمته تبريز، وصاهرهم بهدف أن يستعين بهم لدرء خطر شعوب الأبخاز والكرج والأرمن التي كانت تغزو بلاده من ناحيتها الشمالية، على أنَّه وقعت بينه وبين الغزّ عدَّة إشكالات في وقتٍ لاحق بسبب ممارسات بعض القبائل غير المحمودة. ثبَّت التُرك سيطرتهم على المدينة سنة 446هـ المُوافقة لسنة 1054م، وبالتحديد عندما بلغ الزعيم السلجوقي طُغْرل بك أذربيجان أثناء توجهه نحو العراق للقضاء على البويهيين وغزو الروم، فعرَّج على تبريز، حيث أحسن وهسوذان استقباله ودخل في طاعته، وخطب له وحمل إليه من الأموال ما أرضاه. وأعطاه ولده رهينة على إخلاصه. وفي سنة 525هـ المُوافقة لسنة 1030م توفي السلطان محمود الغزنوي وتولّى ابنه داود إمارة المدينة، لكن حكمه لم يدم طويلًا، فبعد وفاة طغرل بك السلجوقي تولّى زعامة السلاجقة ألب أرسلان، وبعد أن قضى على بضعة فتن داخليَّة في الدولة العبَّاسيَّة تحرّك في عام 456هـ متجهًا إلى أرمينيا لمحاربة الروم، وعندما وَصل إلى أذربيجان دخل تبريز وأنهى حكم الروَّاديين والغزنويين فيها. تذخر المؤلَّفات السلجوقيَّة بالحديث عن تبريز، فقد ذُكِر على سبيل المثال أنَّ طغرل بك أقام حفل زفاف ابنة أخيه جاغري بك، خديجة أرسلان خاتون على الخليفة العبَّاسي القائم بأمر الله في المدينة، بعد أن عزم على مصاهرة العبَّاسيين.

#### العهد المغولي

رسم للمسجد الأزرق من عام 1872م. يُعدُّ هذا المسجد أعظم آثار العهد المغولي الباقية في تبريز.

خلال السنوات الأوائل من القرن السابع الهجري، وصلت طلائع الجيش المغولي العرمرمي إلى أسوار تبريز، وقد ضرب المغول الحصار على المدينة مرَّتين وفشلوا في اقتحامها حتى كانت سنة 627هـ عندما تمكنوا من إخضاع كافَّة أذربيجان بما فيها المدينة، التي ارتكبوا فيها مجزرة فظيعة حيث قتلوا عدد هائل من السكَّان. بعد استتباب الأمر للمغول في إيران والقسم الأعظم من المشرق الإسلامي، عادت تبريز للازدهار مرَّة أخرى، وحلَّت مكان مراغة كعاصمة للإلخانات من عام 1265م حتى عام 1306م، بعد أن اختارها الألخان الرابع أباقا خان، لتكون عاصمة ممالكه بسبب موقعها المُميَّز في الأراضي العشبيَّة الشماليَّة الغربيَّة. وفي سنة 1295م جعلها الألخان محمود غازان المركز الإداري الرئيسي لامبراطوريَّته المُمتدَّة من الأناضول غربًا إلى نهر جيحون شرقًا، ومن القوقاز شمالًا إلى المحيط الهندي جنوبًا. تحت رعاية وإدارة الألخان سالف الذِكر، شُيِّدت أسوار جديدة حول المدينة، وبُنيت الكثير من الدوائر والمباني الحكوميَّة والمرافق العموميَّة، بما فيها المدارس والمساجد والحمَّامات والخانات والفنادق المُخصصة لنزول التجَّار المتجهين شرقًا على طول طريق الحرير. وقد قصد بعض الأجانب من غير المسلمين المدينة خلال العهد المغولي طالبين العلم، ومن أشهر هؤلاء الأسقف جرجس خونيادس الرومي، الذي قصد بلاد فارس لدراسة الرياضيَّات والعلوم الفلكيَّة، وشغل منصب أسقف تبريز الأرثوذكسي خلال فترة إقامته فيها. وصف الرحَّالة البندقي ماركو پولو تبريز عندما مرَّ بها سنة 1275م متجهًا إلى الشرق الأقصى، فقال:
«...مدينةٌ عظيمة تُحيط بها حدائق غنَّاء. موقعها الممتاز يجعل التجَّار يمرون بها مع بضائعهم من كلِّ حدبٍ وصوب، وبالأخص البنادقة منهم الذين يأتون لشراء البضائع الغريبة القادمة من البلاد الأجنبيَّة...»
سنة 1392م حلَّ بتبريز الدمار والخراب مُجددًا بعد أن انقضَّت عليها الجيوش التيموريَّة بزعامة القائد الكبير تيمورلنك ونهبتها وأحرقت معالمها وقتلت الآلاف من أهلها.

### العصور الحديثة
تنقَّلت تبريز خلال المرحلة الحديثة من التاريخ العالمي بين سيطرة عدَّة دول وإمارات إسلاميَّة تركيَّة، لعلَّ أبرزها وأكثرها تأثيرًا وبعدًا كان الدولة الصفويَّة التي شكَّلت هيمنتها على المدينة مرحلةً فاصلة في تاريخها وثقافتها. وكانت في بداية هذه الفترة قد خضعت لإمارة الخرفان البيض (الآق قویونلو) التركمانيَّة، ومن ثمَّ إمارة الخرفان السود (القره قویونلو)، المُنشقَّة عن الدولة التيموريَّة،(2) وشيدت فيها بعض معالمها البارزة مثل المسجد الأزرق.

#### العهدان الصفوي والعثماني

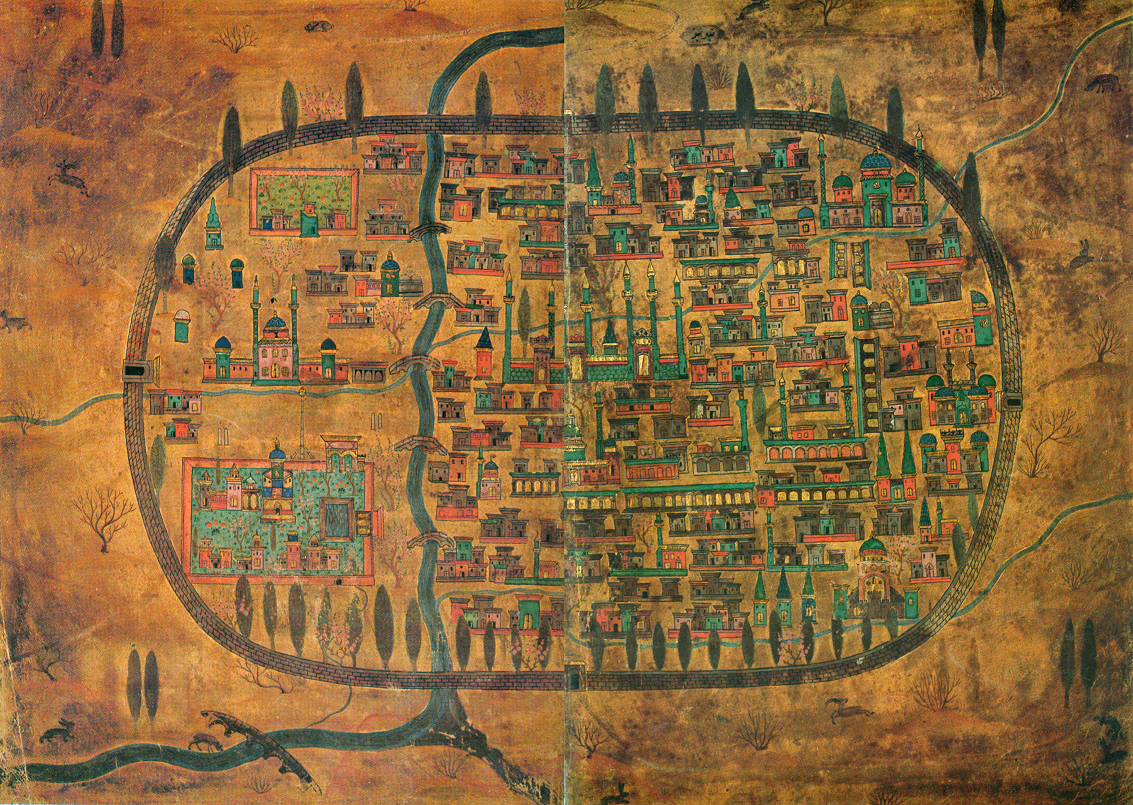
خريطة لتبريز من القرن السادس عشر، وضعها الجغرافي العُثماني نصوح السلاحي.

دبَّت النزاعات الأسريَّة الحادَّة داخل إمارة الخرفان البيض في أواخر عهدها، الأمر الذي ساعد القائد الشاب إسماعيل بن حيدر الصفوي، صاحب الحركة الثوريَّة الشيعيَّة، على هزيمة هذه الإمارة والقضاء عليها، فتقابل مع الميرزا ألوند علي قائد الخرفان البيض عند شرور في وادي أراكس يوم 1 محرَّم 907هـ الموافق ليوم 17 يوليو 1501م، وجرى بينهما قتالٌ ضارٍ انتهى بهزيمة ألوند وهربه إلى أرزنجان. وزحف إسماعيل بعد انتصاره إلى تبريز عاصمة الخرفان البيض، فدخلها واستولى عليها واتخذها عاصمةً له، واستقبله أهلها استقبال الفاتحين، ولعلَّهم أرادوا التخلّص من الفوضى التي سببَّها حكم الخرفان البيض. فرض إسماعيل، بعد أن استولى على تبريز، المذهب الشيعي الاثنا عشري على شعبه، وأعلنه مذهبًا رسميًا للدولة في إيران، وكانت ردود الفعل عنيفة خاصة وأن كثيرًا من سكان المدن الرئيسية في إيران مثل تبريز كانوا سنّة، ولا يدرون شيئًا من تعاليم المذهب الشيعي. لكن الشاه كان صارمًا وحازمًا في هذا الموضوع، فأجبر سكَّان تبريز على التشيّع وعلى وضع علامة القزلباش،(3) واضطهد مخالفيه من أهل السنَّة وقتل منهم نحو عشرين ألفًا وكان يمتحنهم بطرق شتّى، وأمر بإخراج جثث رؤساء الخرفان البيض من القبور وإحراقها. وأمر بإضافة الشهادة الثالثة (أشهدُ أنَّ عليًّا وليُّ الله) عند الأذان في مساجد المدينة ولعن الخلفاء الراشدين الثلاثة: أبو بكر وعمر وعثمان. وقد فرَّ عدد كبير من أهل السنَّة بما فيهم العلماء الربَّانيّون إلى الأراضي العثمانيَّة طلبًا للأمان.

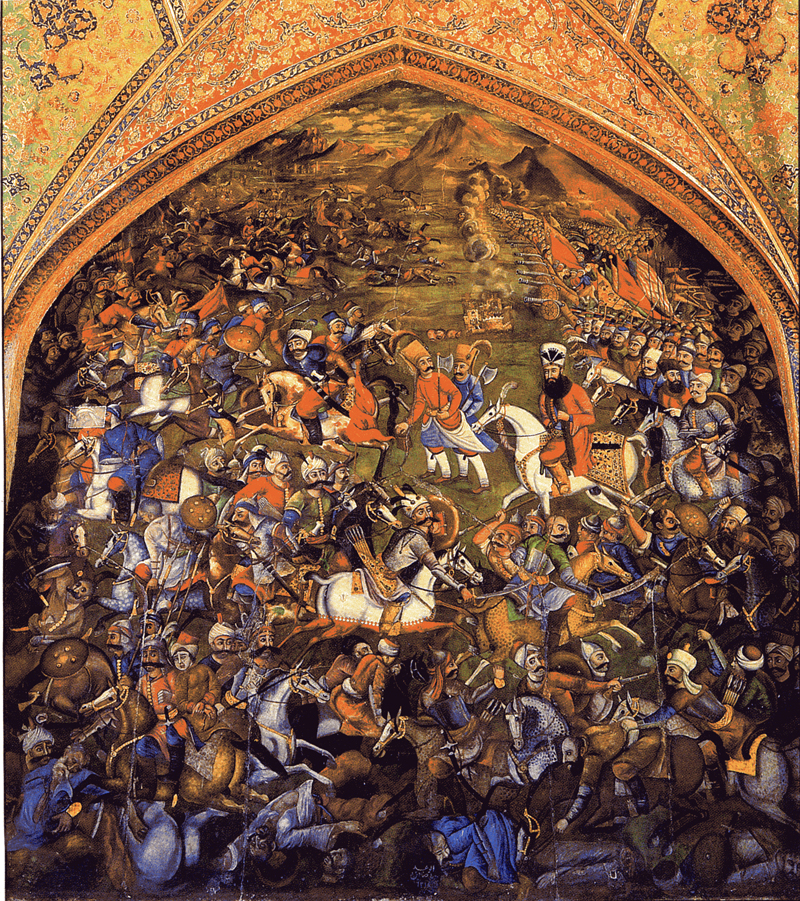
جداريَّة لمعركة چالديران بين العثمانيين والصقويين، والتي فُتحت أبواب تبريز على أثرها أمام العُثمانيين.

كانت المُمارسات الصفويَّة قد أثارت غضب السُلطان العثماني سليم الأوَّل، وبعد وصوله إلى سدة الحكم احتدم الصراع السياسي والمذهبي بين الدولتين الصفويَّة والعثمانيَّة، فأعلن سليم الحرب وسار إلى إيران على رأس جيش كبير حيث التقى بالشاه في صحراء چالديران في أذربيجان قرب ماكو شرقيّ تبريز، ودارت بينهما رحى معركة عنيفة أسفرت عن انتصار العثمانيين وانسحاب الشاه إلى داخل إيران بعد أن تبيَّن له استحالة الدفاع عن عاصمته. فتحت تبريز أبوابها أمام الجيش العثماني بقيادة الصدر الأعظم أحمد دوقاقين باشا الذي استهلَّ الدخول إليها وطرد ما بقي من الصفويين منها، ثمَّ دخلها السلطان سليم في 15 رجب 920هـ الموافق 4 سبتمبر 1514م، فأعطى الأمان لسكَّانها، واستولى على خزائن الشاه وأرسلها إلى الآستانة، ثمَّ عزم على الإقامة في المدينة لتدبير شؤون الأقليم المفتوحة وإعادة تنظيم الجيش تمهيدًا للتوسّع في الأراضي الإيرانيَّة. غير أنَّ خطَّة السلطان لم يُكتب لها النجاح، بفعل عدَّة عوامل منها تمرّد جنود الانكشارية وامتناعهم عن التقدم وبسبب قلة المؤن، وخلّو تبريز من الأطعمة الكافية للجيش العثماني الضخم إذ كان جنود القزلباش المنسحبين من المعركة قد أحرقوا بأمرٍ من الشاه إسماعيل جميع المؤن والأرزاق والمحصولات الزراعية في تبريز وضواحيها، ثم حلَّ فصل الشتاء ولم تتوافر الألبسة الملائمة للجنود، وكذلك أثرت الغارات الليلية الي كان يشنها جنود القزلباش على القوات العثمانية، ودخولهم تبريز لخطف وقتل الجنود العثمانيين. لذلك قرر السلطان إخلاء المدينة بعد أسبوع فقط من احتلالها ناقلًا معه آلافًا من أبرز تجَّارها وحرفييها وعلمائها إلى الآستانة، كما كانت عادة السُلالات التركيَّة والمغوليَّة من قبلهم في كل بلدة يفتحونها. عادت تبريز إلى حظيرة الدولة الصفويَّة مرَّة أخرى بعد خروج العثمانيين منها، وفي هذه المرحلة كان السُنَّة قد اقتُلعوا منها تمامًا. استمرَّت تبريز عاصمة الدولة الصفويَّة حتى سنة 1548م عندما نقل الشاه طهماسب بن إسماعيل الصفوي مركزه إلى مدينة قزوين، بعد أن قهره الجيش العثماني بقيادة الصدر الأعظم إبراهيم باشا الفرنجي بأمر من السلطان سليمان القانوني. وكان الصدر الأعظم قد دخل تبريز بلا مُقاومة في 1 محرَّم سنة 941هـ الموافق فيه 13 يوليو سنة 1534م، ولحق به السلطان بعد ذلك حيث نظَّم شؤون المدينة وعيَّن ابن أمير شَروان قائدًا لحاميتها. وفي يوم 8 رجب سنة 962هـ الموافق ليوم 29 مايو سنة 1555م عقد الصفويّون والعثمانيّون صلحًا عُرف باسم «صُلح أماسيا» نصَّ على احتفاظ الدولة العثمانيَّة بتبريز، فكان لهذا أثرٌ في انتعاش التجارة العثمانيَّة البريَّة نظرًا لأنَّ تبريز كانت مركز تجمّع الحرير، وبقيت المدينة خاضعة للعثمانيين بموجب هذه المُعاهدة زهاء عشرين سنة، حتى استعادها الشاه عبَّاس الأوَّل الصفوي في 18 جمادى الأولى سنة 1012هـ الموافق فيه 24 أكتوبر سنة 1603م. وقد اعتنى الشاه سالف الذِكر بالمدينة عناية كبيرة، فازدهرت مُجددًا وعادت لتكون من أهم مراكز التجارة العالميَّة وصلة وصل بين الدولة العثمانيَّة وروسيا وآسيا الوسطى والهند.
عاد العثمانيَّون لضم تبريز إلى دولتهم خلال الفترة الممتدة بين عاميّ 1724 و1725م، وذلك بموجب اتفاقيَّة أبرمها السلطان أحمد الثالث مع القيصر الروسي بطرس الأكبر لاقتسام الأراضي الإيرانيَّة المُتاخمة لحُدود بلاد كلٍّ منهما بعد أن ضعفت الدولة الصفويَّة. وفي سنة 1144هـ المُوافقة لسنة 1731م أبرم الصفويّون معاهدة مع العثمانيَّون تنازلوا فيها عن تبريز، لكنهم عادوا واستعادوا المدينة في عهد نادر خان الأفشاري، فانقض الجيش العثماني على المدينة وطرد الحامية الصفويَّة منها، وفي سنة 1145هـ المُوافقة لسنة 1732م أُبرمت مُعاهدة أخرى بين العثمانيين والصفويين أُعيدت بموجبها تبريز إلى الدولة الأخيرة.

#### العهد القاجاري
خلال أوائل العهد القاجاري، نقل الآغا محمد خان قاجار مركز العاصمة من تبريز إلى طهران. لعبت تبريز دورًا بارزًا في الحركة الثوريَّة التي قامت في إيران خلال هذا العهد، وكانت مقرّ وليّ العهد الإيراني الذي كان غالبًا ما يجمع بين ولاية العهد وحكم أذربيجان. وعندما قُتل محمد خان عام 1211هـ المُوافق لعام 1796م سلك كل قائد من قادته العسكريين طريقًا، فارتحل حجّي إبراهيم خان إلى طهران على عجل، بينما اتجه صادق خان الشقاقي إلى أذربيجان وأعلن بها سلطنته من تبريز، لكن عهده لم يدوم طويلًا، إذ سرعان ما استرجعها منه بابا خان بن حسين قلي خان جهانسوز، الشهير بالشاه فتح علي خان. وفي عهده اشتدَّ الخطر الروسي على إيران وعلى تبريز بالذَّات، إذ كان الروس قد سيطروا على القوقاز وجاوروا أذربيجان، وفي سنة 1826م تمكنوا من احتلالها، فجنح فتح علي شاه إلى السلام فعقد صلح مع روسيا يوم الخميس في 5 شعبان 1243هـ المُوافق فيه 21 فبراير 1828م، وكان من جملة الشروط تخلي إيران عن خانيَّتيّ إيروان ونقجوان، ودفع ثمانية ملايين روبل غرامة لروسيا، وتخويلها إدخال سفنها الحربية في بحر قزوين، وبناءً على هذا انسحب الروس من المدينة. على الرغم من ذلك، بقي التأثير الروسي قويًّا، وحمل لوائه الأرمن والكرجيين المُقيمين بالمدينة، وأخذت الأفكار الإصلاحيَّة الغربيَّة تنتشر في الوسط الشعبي ببطء. بعد انسحاب الجيش الروسي أطلق وليّ العهد وحاكم أذربيجان الشاهزاده عبَّاس ميرزا حملة إصلاحاتٍ إداريَّة وثقافيَّة من المدينة بهدف نشرها في كامل إيران، فأدخل المؤسسات ذات الطابع الغربي لأوَّل مرَّة إلى المدينة، واستورد الآلات والماكينات الصناعيَّة، وافتُتحت أوَّل صالة مسرح عمومي، واستقدم النظام البريدي الحديث، وأجرى عدَّة إصلاحات في نظام الشرطة التبريزيَّة والجيش المُرابط عند حدودها، كما أعاد بناء الكثير من نواحيها وأنشأ نظامًا حديثًا لجباية الضرائب، فظهرت في عهده أوَّل المطابع في إيران، وأوَّل المسارح الترفيهيَّة، وأوَّل مدرسة للصم والبُكم، وأوَّل روضة أطفال، وظهر عدد من الكتَّاب والروائيين الذين صاغوا مؤلفاتهم باللغتين الأذريَّة والفارسيَّة، كما أنارت الكهرباء الشوارع لأوَّل مرَّة.

### المرحلة المُعاصرة

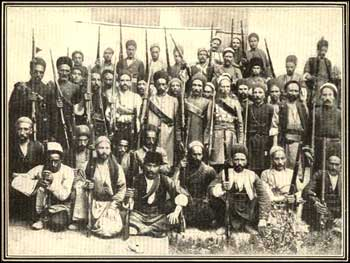
صورة جامعة لعدد من قادة الثورة الدستوريَّة الفارسيَّة في تبريز.

أصبحت تبريز مركز ومعقل الحركة الثوريَّة الدستوريَّة في إيران خلال الفترة المُمتدة بين عاميّ 1905 و1911م، بعد أن قام الشاه محمد علي قاجار بإغلاق مجلس الشورى وإلغاء الدستور نظرًا لأنَّه يتعارض مع الشريعة الإسلاميَّة، فقصف المجلس بالمدفعيَّة بمُباركة وموافقة كلٌّ من روسيا وبريطانيا. فاستاء الإصلاحيَّون من ذلك، وثاروا في تبريز وعدَّة مدن إيرانيَّة مُطالبين بعودة الحياة الدستوريَّة، وفي شهر يوليو سنة 1909م انطلقت قوَّة من الثوَّار المؤيدين للدستور من تبريز بقيادة ستَّار خان وباقر خان الأذريين، ویپرم‌ خان داویدیان الأرمني، وشيخ الإسلام أبو الحسن علي بن هلال الجزائري، وبلغوا طهران حيث خلعوا الشاه وأعادوا العمل بالدستور. أعلنت إيران حيادها خلال الحرب العالميَّة الأولى، لكن على الرغم من ذلك فقد احتلت تبريز الجيوش الروسيَّة التابعة لمُعسكر الحلفاء، ومن ثمَّ الجيوش العثمانيَّة التابعة لمُعسكر المحور، لكن كِلا الجيشين انسحب منها بُعيد انسحاب دولته من الحرب. عام 1921م قاد وزير الحرب الإيراني رضا البهلوي انقلابًا أطاح بالأسرة القاجاريَّة، وفي يوم 12 ديسمبر 1925م انتخبه مجلس الشورى ملكًا على إيران، فأطلق عدَّة إصلاحات إداريَّة وثقافيَّة طالت تبريز كان من ضمنها الحفاظ على هويَّة المدينة التركيَّة ولغة أهلها الأذريَّة.

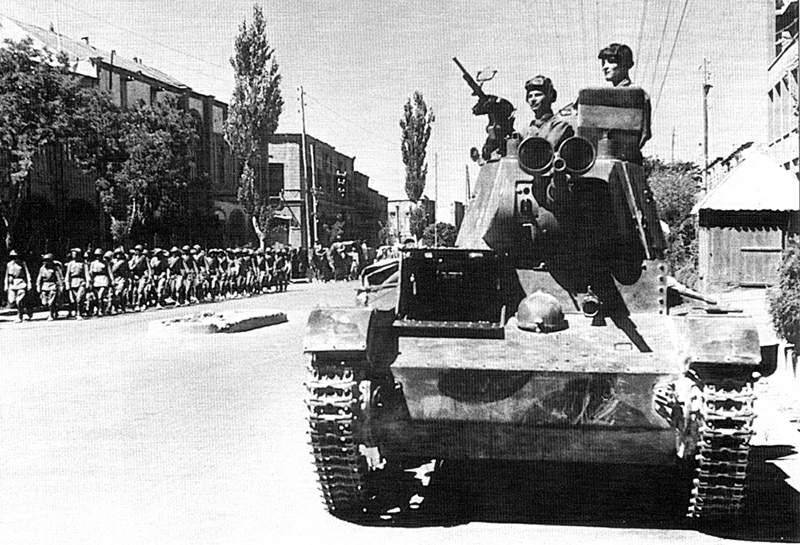
دبَّابة سوڤيتيَّة من كتيبة المُدرَّعات السادسة تجوب شوارع تبريز يوم 27 أغسطس 1941م.

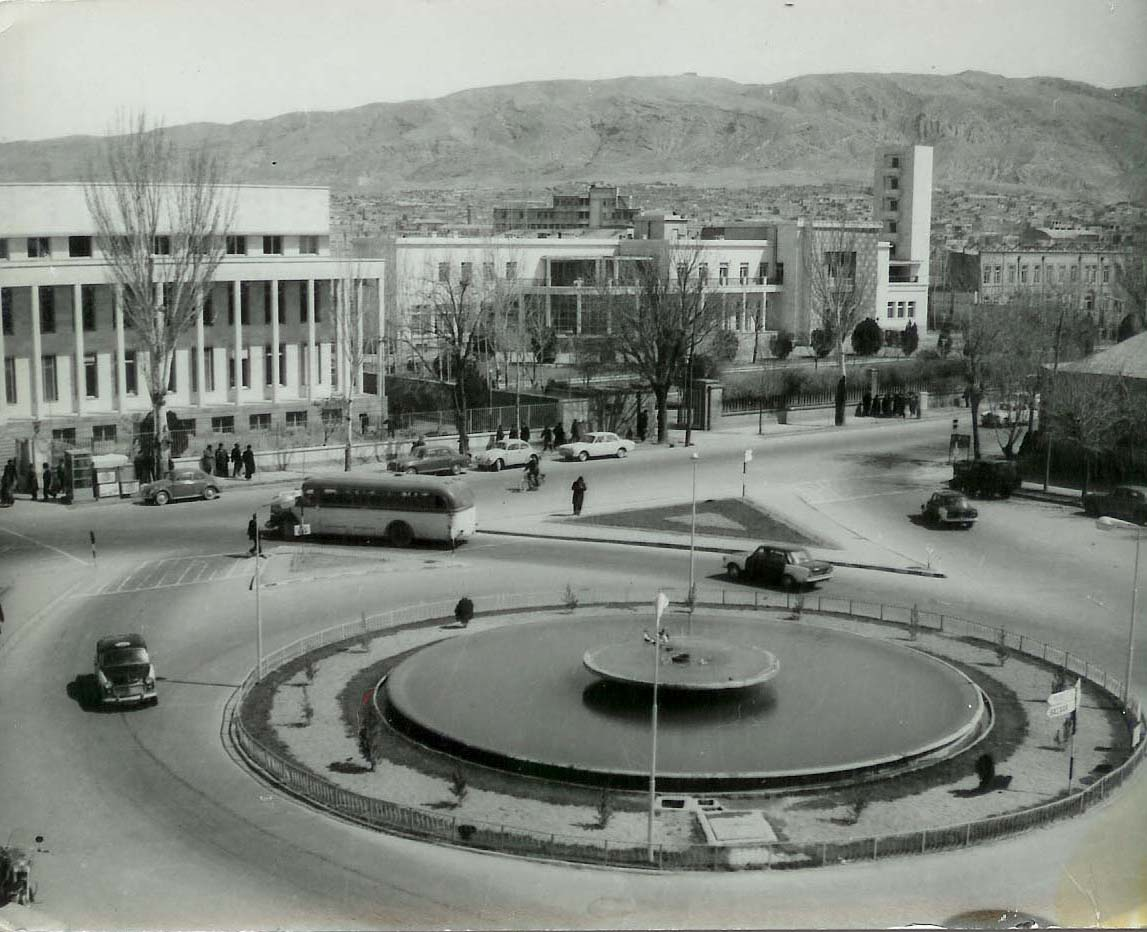
القصر الرئاسي لحكومة أذربيجان الشعبيَّة في تبريز.

بعد نهاية الحرب العالميَّة الثانية، قام الحزب الديمقراطي الأذربيجاني، مدعومًا من الاتحاد السوڤيتي، بإقامة دولة مستقلَّة في شمال غرب إيران عاصمتها تبريز، تحمل اسم «حكومة أذربيجان الشعبيَّة» (بالأذريَّة الجنوبيَّة: آذربایجان میللی حکومتی؛ وبالأذريَّة: Azərbaycan Demokratik Hökuməti؛ وبالروسيَّة: Азербайджанское народное правительство). دامت تبريز عاصمة هذه الدولة الشيوعيَّة الصغيرة عامًا واحدًا فقط: من سنة 1945 إلى سنة 1946م، وترأَّسها السيِّد جعفر البيشاوري، وعرفت المدينة خلالها إطلاقًا أكبر لحريَّة التعبير عن الرأي، واستُخدمت فيها اللغة الأذريَّة كلغةٍ رسميَّة. بعد انسحاب القوَّات السوڤيتيَّة دخلت القوَّات الملكيَّة الإيرانيَّة إلى المدينة لتُعيدها إلى حظيرة الدولة الأم، وخلال هذه الفترة كانت الهويَّة القوميَّة التركيَّة الأذربيجانيَّة قد نمت بين صفوف المواطنين التبريزيين وتعاظمت، كما شهدت الفترة افتتاح جامعة تبريز التي لعب أساتذتها وطلَّابها دورًا بارزًا في الحركات والأحداث اللاحقة التي قامت في أذربيجان. أدَّت سياسة الزعيم السوڤيتي جوزيف ستالين خلال الخمسينيَّات من القرن العشرين، الشهيرة باسم «الستار الحديدي»، أدَّت إلى إغلاق الحدود الشماليَّة لإيران، فكانت تلك ضربةٌ موجعةٌ للمدينة القائمة على التجارة مع جيران إيران. على الرغم من ذلك، استمرَّت تبريز تعيش مرحلةً خالية من الضطرابات والقلاقل حتى قيام الثورة الإسلاميَّة سنة 1979م، فشهدت عدَّة استثمارات حكوميَّة وخاصَّة، مما جعلها أهم المراكز الصناعيَّة في البلاد، لكنها بالمُقابل فقدت أهميَّتها كمعبر للبضائع التجاريَّة القادمة من الغرب بفعل تطوّر وسائل المواصلات والاتصالات.
بدايةً من عام 1978م أخذ وطيس الثورة يحمى في إيران، واشتعلت المدن الكبرى مُطالبةً برحيل الشاه محمد رضا البهلوي وإقامة الدولة الإسلاميَّة. وكانت تبريز من أبرز المُدن الثائرة على الحكم الملكي في البلاد، وسقط عدد من أبنائها قتيلًا خلال المواجهات المُستمرَّة بينهم وبين الشرطة والقوَّات الحكوميَّة الأخرى، ففي اليوم الرابع عشر من الاحتجاجات سقط 19 شخصًا من المُتظاهرين، ولوحق الكثير منهم في مُختلف أنحاء المدينة وقُبض عليهم وتمَّ سوقهم إلى السجن. بعد نجاح الثورة الإسلاميَّة وإطلاق سراح المُعتقلين، استمرَّ أبناء المدينة يُطالبون بالمزيد من الإصلاحات وفي مُقدمتها الاعتراف بحقوق التُرك الآذر في إيران، كما شهدت المدينة بعض الاضطرابات بسبب دعم أبنائها آية الله العظمى السيِّد محمد كاظم الشريعتمداري، وهو عالمٌ ليبرالي كان يُعارض هدف الحكومة الجديدة الهادف إلى مزج الدين بالدولة، وقد انتهت حركته وقمعتها الحكومة بحلول سنة 1980م.
بعد نشوب حرب الخليج الأولى بين العراق وإيران، نهجت المدينة نهج باقي المدن الإيرانيَّة، فتوقفت فيها حركة الإعمار والصناعة لتمويل الجيش. كانت المراكز الصناعيَّة بتبريز وبالأخص مصفاة النفط عرضة الغارات الجويَّة العراقيَّة نتيجةً لقُربها من الحدود، ولكونها ركيزةً من ركائز الاقتصاد القومي الإيراني. بعد فترةً تحوَّل القصف العراقي إلى المناطق السكنيَّة في المدينة، فدُمِّرت مئات المنازل ونزح الكثير من السكَّان للنجاة بحياتهم، وقدَّر بعض الخبراء الإيرانيّون عدد الضحايا التبريزيّين في الحرب بحوالي 4,200 ضحيَّة. بعد أن وضعت الحرب أوزارها سنة 1988م شرعت المدينة بإعادة بناء المناطق السكنيَّة والصناعيَّة المُدمَّرة مُستفيدةً من الاستثمارات الحكوميَّة والخاصَّة. ومنذ نهاية الحرب سالِفة الذِكر عرفت تبريز فترة استقرار وظهرت فيها عدَّة معالم ومبانٍ جديدة مما جعلها ترتدي حلَّةً مُعاصرة، ولم يُعكّر صفاء هذه المرحلة سوى بعض الكوراث الطبيعيَّة بين الحين والآخر، مثل الزلزال الذي ضرب المدينة وأريافها يوم 23 رمضان سنة 1433هـ الموافق فيه 11 أغسطس سنة 2012م، بقوَّة بلغت 6.2 درجة على مقياس ريختر، وخلَّف حوالي 250 قتيلًا وما يزيد عن 1500 جريح.

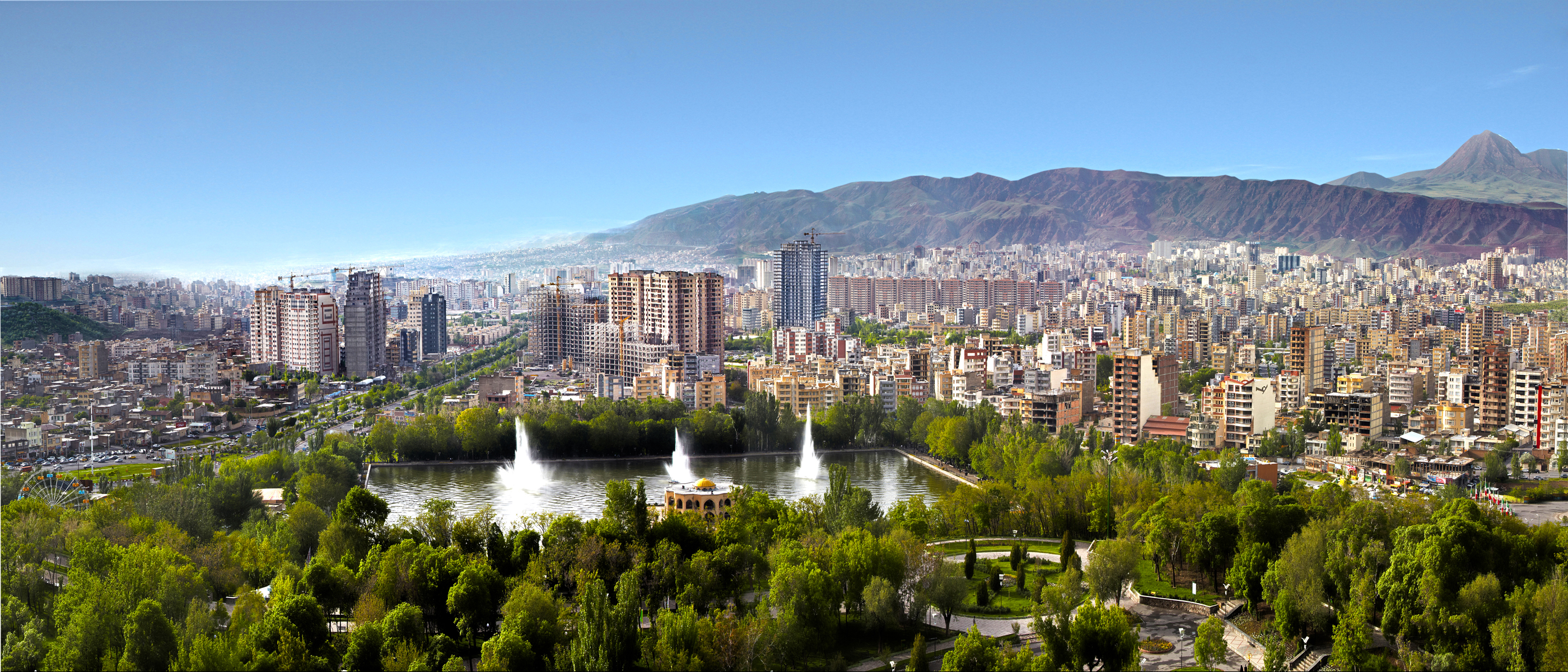
صورة شاملة لتبريز من منتزه شاه گُلي، أغسطس 2010م.

## الجغرافيا

### السمات الطوبوغرافيَّة

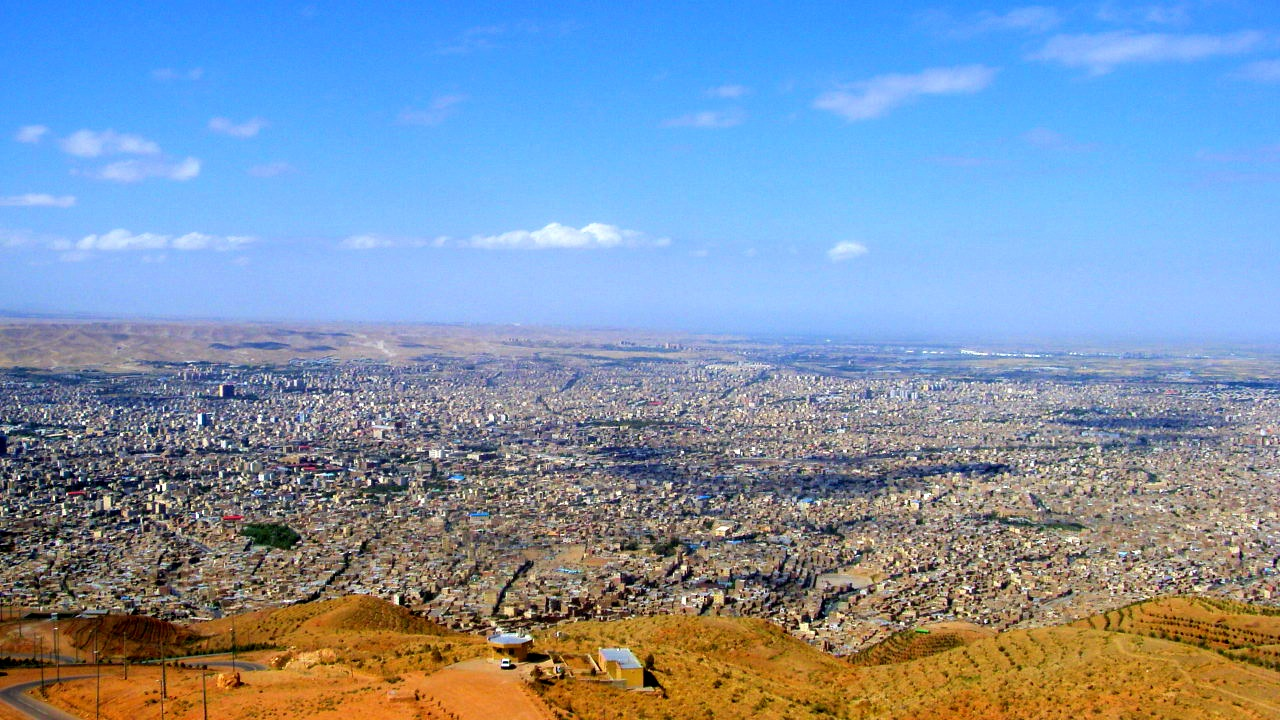
منظر لتبريز من على متن جبل عون بن علي المُجاور لها.

تقع تبريز في غرب محافظة أذربيجان الشرقيَّة. يحدّها من الجنوب والجنوب الشرقي سهوبٌ شاسعة، ومن الشمال جبليّ پکچین وعون بن علي، ومن الشمال الشرقي قريتيّ باباباغي وگوزني، وعلى الطرف الشرقي من حدودها الجنوبيَّة يقع جبل سهند. وهذه المنطقة من أخصب مناطق أذربيجان، إذ يمر عبرها نهريّ تلخه (بالفارسيَّة: تلخه رود؛ وبالأذريَّة الجنوبيَّة: آجی چای) ومهران أو قوري (بالفارسيَّة والأذريَّة الجنوبيَّة: قوری‌چای). يتراوح ارتفاع المدينة بين 1348 إلى 1561 متر عن سطح البحر، وهي تبعد عن أردبيل مسافة 219 كيلومتر، وعن زنجان 280 كيلومتر، وعن أرومية 308 كيلومترات، وعن طهران 599 كيلومتر.
تضاعفت مساحة تبريز بحوالي 20 مرَّة خلال الفترة المُمتدَّة بين عاميّ 1280 و1365هـ.ش. تُشير الإحصائيَّات الرسميَّة الإيرانيَّة أنَّ مساحة المدينة بلغت 7 كيلومترات مُربَّعة سنة 1280هـ.ش، ثمَّ بلغت 17.7 كيلومترات مُربَّعة سنة 1335هـ.ش، ثمَّ 45.8 كيلومترات مُربَّعة سنة 1355هـ.ش، فحوالي 140 كيلومترًا مُربَّعًا سنة 1365هـ.ش، وأخيرًا 237.45 كيلومترًا مُربَّعًا سنة 1385هـ.ش. كما اتسعت الضواحي المُحيطة بالمدينة حتى أصبحت مساحتها تُشكّل حوالي 11% من مساحة تبريز، أي قُرابة 25.22 كيلومتر مُربَّع.

### الأنهر
يعبر تبريز نهران: الأوَّل هو نهر تلخه، وهو دائم الجريان، يعبر تبريز من الجهة الشماليَّة الغربيَّة، أمَّا الثاني فهو نهر مهران، وهو فصليّ يعبر المدينة بعد أن يفيض بمياه الأمطار والثلوج الذائبة.
نهر تلخة (تلخه‌رود / آجی‌چای)

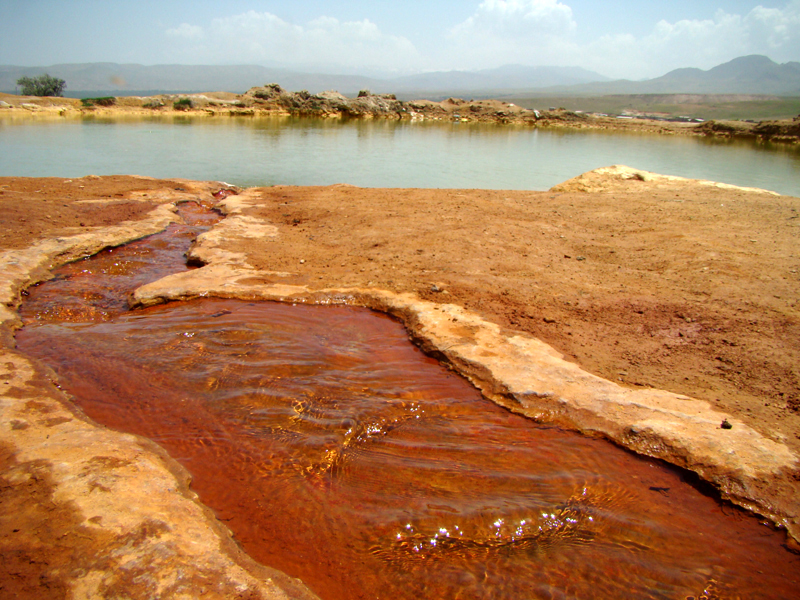
ينبوع تاپ تاپان المعدني في آذرشهر بتبريز.

يعني اسمه: «النهر الكريه»، إذ أنَّ مياهه قلويَّة غير صالحة للريّ أو الشرب وغير مُفيدة في أي شكل من أشكال الاستهلاك البشري. ويعود سبب ملوحة مياهه ومرارتها إلى جريانه عبر أراضٍ مُنهكة شديدة التعدين، مما يُشبّع مياهه بمزيجٍ من تلك المعادن. تتراوح نسبة تدفّق المياه في هذا النهر وفقًا لمحطَّة ونیار المائيَّة بين 12.5 و15 متر مُكعَّب في الثانية. ينبع نهر تلخة من السفوح الجنوبيَّة لجبل سبلان، ويعبر السهول المجاورة لسفح جبل قوشة، ويعبر تبريز من الشمال الشرقي قبل أن يتصل بنهر مهران في شمال شرق وسطها ويجري حتى يصب في بحيرة أرومية.
نهر مهران (مهران‌رود / قوری‌چای)
يعني اسمه: «النهر الجاف»، وذلك بسبب قلَّة نسبة تدفق المياه فيه عن سابقه، ويرجع ذلك إلى كونه نهرًا موسميًّا يجف خلال فصول الصيف شديدة القيظ، ويتدفّق خلال مواسم الشتاء كثيفة الأمطار والثلوج. ينبع النهر من جبل سنهد وهو يعبر تبريز قاسمًا إيَّاها إلى قسمين شمالي وجنوبي، ولهذا السبب شُيِّدت عليه عدَّة جسور عبر القرون لوصل قسميّ المدينة. يمتد على طوله طريقٌ سريع يعبر مركز المدينة ويؤمّن للناس وسيلةً ضروريَّة لتفادي زحمة السير. مياه هذا النهر عذبة صالحة للاستخدام والاستهلاك، علمًا أنَّه في آخر مرَّة فاض خلالها النهر أواخر القرن العشرين، كانت مياهه ملوَّثة وغير صالحة للشرب.

### المُناخ
يسودُ تبريز مُناخٌ قاريّ شبه قاحل وتتمتع بأربعة فصول (تصنيف كوپن للمُناخ: BSk). يصل مُعدَّل المُتساقطات السنوي من أمطار وثلوج إلى 380 مليمترًا (15 إنشًا)، ومُعظم المُتساقطات الشتويَّة تهطل على شكل ثلوج، والربيعيَّة والخريفيَّة على شكل أمطار. تتمتَّع تبريز بطقسٍ مُعتدل لطيف النسيم خلال فصل الربيع، يتحوَّل ليُصبح جافًّا شبه حار خلال الصيف، فرطبٌ مُمطرٌ خلال الخريف، وأخيرًا مُثلجٌ بارد خلال الشتاء. يبلغ مُعدَّل درجة الحرارة السنويَّة 12 °مئويَّة. تشتهر المدينة بهبوب الرياح الشرقيَّة الباردة خلال الصيف، مما يُنعش الآهلين ويُضيف شيئًا من الراحة خلال هذا الفصل.
| البيانات المناخية لـتبريز                             | البيانات المناخية لـتبريز | البيانات المناخية لـتبريز | البيانات المناخية لـتبريز | البيانات المناخية لـتبريز | البيانات المناخية لـتبريز | البيانات المناخية لـتبريز | البيانات المناخية لـتبريز | البيانات المناخية لـتبريز | البيانات المناخية لـتبريز | البيانات المناخية لـتبريز | البيانات المناخية لـتبريز | البيانات المناخية لـتبريز | البيانات المناخية لـتبريز |
| الشهر                                                 | يناير                     | فبراير                    | مارس                      | أبريل                     | مايو                      | يونيو                     | يوليو                     | أغسطس                     | سبتمبر                    | أكتوبر                    | نوفمبر                    | ديسمبر                    | المعدل السنوي             |
| ----------------------------------------------------- | ------------------------- | ------------------------- | ------------------------- | ------------------------- | ------------------------- | ------------------------- | ------------------------- | ------------------------- | ------------------------- | ------------------------- | ------------------------- | ------------------------- | ------------------------- |
| الدرجة القصوى °ف                                      | 60.8                      | 65.3                      | 77.0                      | 80.6                      | 89.8                      | 102.2                     | 107.6                     | 104.0                     | 95.4                      | 86.0                      | 71.6                      | 62.6                      | 107.6                     |
| متوسط درجة الحرارة الكبرى °ف                          | 34.2                      | 38.8                      | 50.2                      | 61.7                      | 72.5                      | 83.5                      | 91.2                      | 90.1                      | 82.8                      | 67.8                      | 53.8                      | 40.8                      | 63.9                      |
| متوسط درجة الحرارة الصغرى °ف                          | 20.1                      | 23.9                      | 32.5                      | 42.3                      | 51.1                      | 59.4                      | 67.3                      | 66.2                      | 57.7                      | 46.4                      | 35.8                      | 27                        | 44.1                      |
| أدنى درجة حرارة °ف                                    | −13                       | −8                        | −2                        | 10                        | 33.1                      | 41.0                      | 51.8                      | 51.8                      | 42.8                      | 25                        | 14                        | 0                         | −13                       |
| الهطول إنش                                            | 1.02                      | 1.00                      | 1.9                       | 2.11                      | 1.65                      | 0.71                      | 0.13                      | 0.17                      | 0.37                      | 1.12                      | 1.10                      | 1.02                      | 12.3                      |
| الدرجة القصوى °م                                      | 16.0                      | 18.5                      | 25.0                      | 27.0                      | 32.1                      | 39.0                      | 42.0                      | 40.0                      | 35.2                      | 30.0                      | 22.0                      | 17.0                      | 42.0                      |
| متوسط درجة الحرارة الكبرى °م                          | 1.2                       | 3.8                       | 10.1                      | 16.5                      | 22.5                      | 28.6                      | 32.9                      | 32.3                      | 28.2                      | 19.9                      | 12.1                      | 4.9                       | 17.7                      |
| متوسط درجة الحرارة الصغرى °م                          | −6.6                      | −4.5                      | 0.3                       | 5.7                       | 10.6                      | 15.2                      | 19.6                      | 19.0                      | 14.3                      | 8.0                       | 2.1                       | −3                        | 6.7                       |
| أدنى درجة حرارة °م                                    | −25                       | −22                       | −19                       | −12                       | 0.6                       | 5.0                       | 11.0                      | 11.0                      | 6.0                       | −4                        | −10                       | −18                       | −25                       |
| الهطول مم                                             | 25.8                      | 25.3                      | 47                        | 53.6                      | 41.9                      | 18.1                      | 3.2                       | 4.4                       | 9.4                       | 28.4                      | 28.0                      | 26.0                      | 311.1                     |
| المصدر: الإدارة العالميَّة للمُناخ والمحيطات (1961-1990) |                           |                           |                           |                           |                           |                           |                           |                           |                           |                           |                           |                           |                           |

### تلوّث الهواء

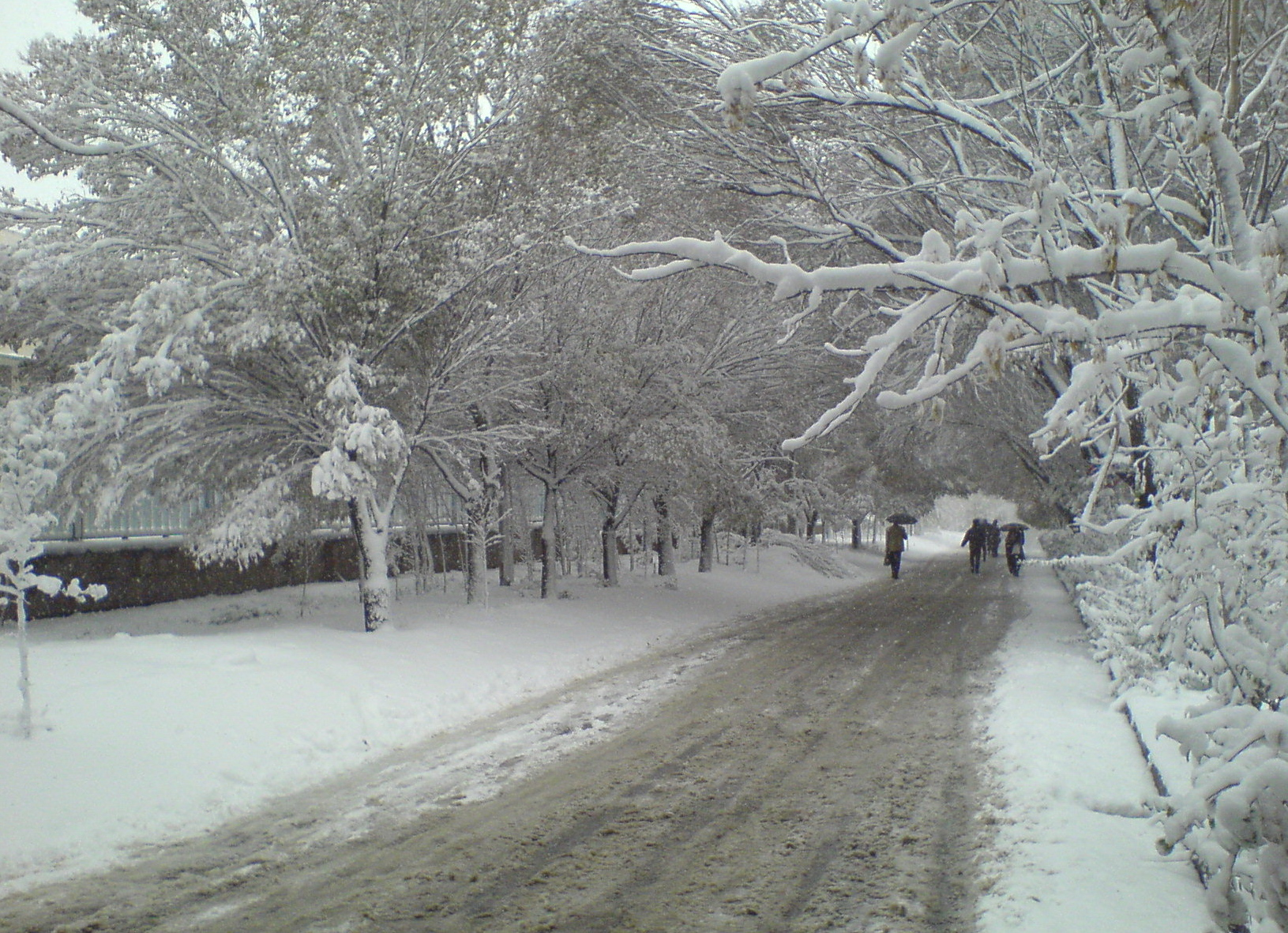
الثلج يُغطّي جامعة تبريز شتاءً.

تُعاني تبريز من التلوّث الهوائي الحاد جرَّاء كثافة السيَّارات وما ينبعث من عوادمها من غازاتٍ سامَّة، وأيضًا بسبب دخان وأبخرة المصانع الحديثة مثل مصنع الطاقة الحراري ومجمَّع الصناعات البتروكيماويَّة ومصفاة النفط في غرب المدينة، وقد ارتفع مستوى تلوّث الهواء بالمدينة منذ منتصف القرن العشرين عندما أخذت السيَّارات تزداد وظهرت المؤسسات الصناعيَّة الكبرى. عملت الهيئات المختصَّة على مُعالجة هذه المُشكلة منذ أن بيَّنت الدراسات مدى تفاقمها، فتعاونت وزارة البيئة مع أصحاب المصانع حتى تراجعت كميَّة الملوِّثات وبلغت 558,167 طن في السنة. لكن على الرغم من ذلك لا تزال مشكلة تلوّث الهواء من أخطر مشاكل المدينة.

### الزلازل
تقع تبريز في منطقة زلازل نشطة، وقد ضربتها عدَّة زلازل عنيفة عبر التاريخ، والكثير منها سوَّاها بالأرض. الهزَّات الأرضيَّة مألوفةٌ في تبريز والعديد من الهزَّات الخفيفة تقع يوميًّا وبعضها بالكاد يشعر به السكَّان. أعظم الزلازل التي ضربت المدينة حتى الزمن المُعاصر كان زلزال سنة 1158هـ.ش، المُوافقة لسنة 1780م. يقول رئيس مصلحة دراسة الزلازل في إيران أنَّ سبب وقوع زلازل مدمِّرة في تبريز والمناطق المُجاورة مثل جبال ألبروز وزاغروس هو وقوع المدينة على حزام آلپاید، وهو عِبارة عن سلسلة من الجبال تمتد على طول القسم الجنوبي من أوراسيا: من حدود المحيط الأطلسي عبر ساحل البحر المتوسط شاملةً جبال الألب والكاربات وصولًا إلى الهضبة الأناضوليَّة فالإيرانيَّة ثمَّ الهندوكوش وجبال جنوب شرق آسيا.
من أبرز الفوالق الأرضيَّة في أذربيجان الفالق المعروف باسم «فالق شمال تبريز»، وهو فالقٌ يمتد موازيًا لطريق تبریز – بستان‌ آباد، ويشتهر بتسببه بزلزال بلغت قوَّته 7.6 درجات على مقياس رختر سنة 1721م. وعلى الرغم من أنَّ هذا الفالق لم يُسجَّل له أي نشاط ملحوظ خلال المرحلة المُعاصرة، إلَّا أنَّ الدلائل تُشير إلى احتماليَّة تجدد نشاطه، كما تُظهر البيانات الإحصائيَّة أيضًا احتماليَّة تعرّض تبريز لزلزال مُدمّر جديد في غضون 260 سنة. أمَّا أهم الزلازل التي ضربت تبرز فهي:

خارطة طوبوغرافيَّة تُظهر حدَّة تأثّر المناطق الإيرانيَّة بالزلازل. يُلاحظ أنَّ تبريز تقع في منطقة حمراء وقرمزيَّة، فهي في أشدّ المواقع تزلزلًا على الإطلاق.

- زلزال سنة 244هـ: وقع في عهد الخليفة العبَّاسي أبو الفضل جعفر المتوكل على الله، وقد سوّى المدينة بالأرض، وأعاد بناءها الخليفة سالف الذِكر أواخر أيَّامه.[39]
- زلزال سنة 434هـ: دمَّر الكثير من أجزاء المدينة وسوّى عددٌ من مبانيها وهدّم البعض الآخر وضرره أضرارًا بليغة، وقد قيل أنَّ المُنجّم أبو طاهر الشيرازي كان قد تنبأ بحصوله. ذَكّرَ الشاعر قطران التبريزي هذا الزلزال بأبياتٍ كُتبت بالفارسيَّة،[25] جاء تعريبها على الشكل التالي:

كما أتى الرحَّالة الشهير ناصر خسرو على ذِكره في مؤلَّفه حامل عنوان «سفرنامة»، فقال:
- زلزال سنة 1158 هـ.ش: ألحق أضرارًا فادحة بالمدينة.[39]

أُلحق بالمدينة مُجمَّع سكني قرويّ ضخم يمكن أن يأوي ما بين 10 إلى 20 ألف نسمة، وذلك تحسبًا لضرورة إجلاء الأهالي الناجين الذين فقدوا بيوتهم جرَّاء زلزالٍ مُدمّر. ويقع هذا المُجمَّع على مقربة من منتزه عبَّاس ميرزا الغابوي.

## الحكومة المحليَّة

### المُحافظ

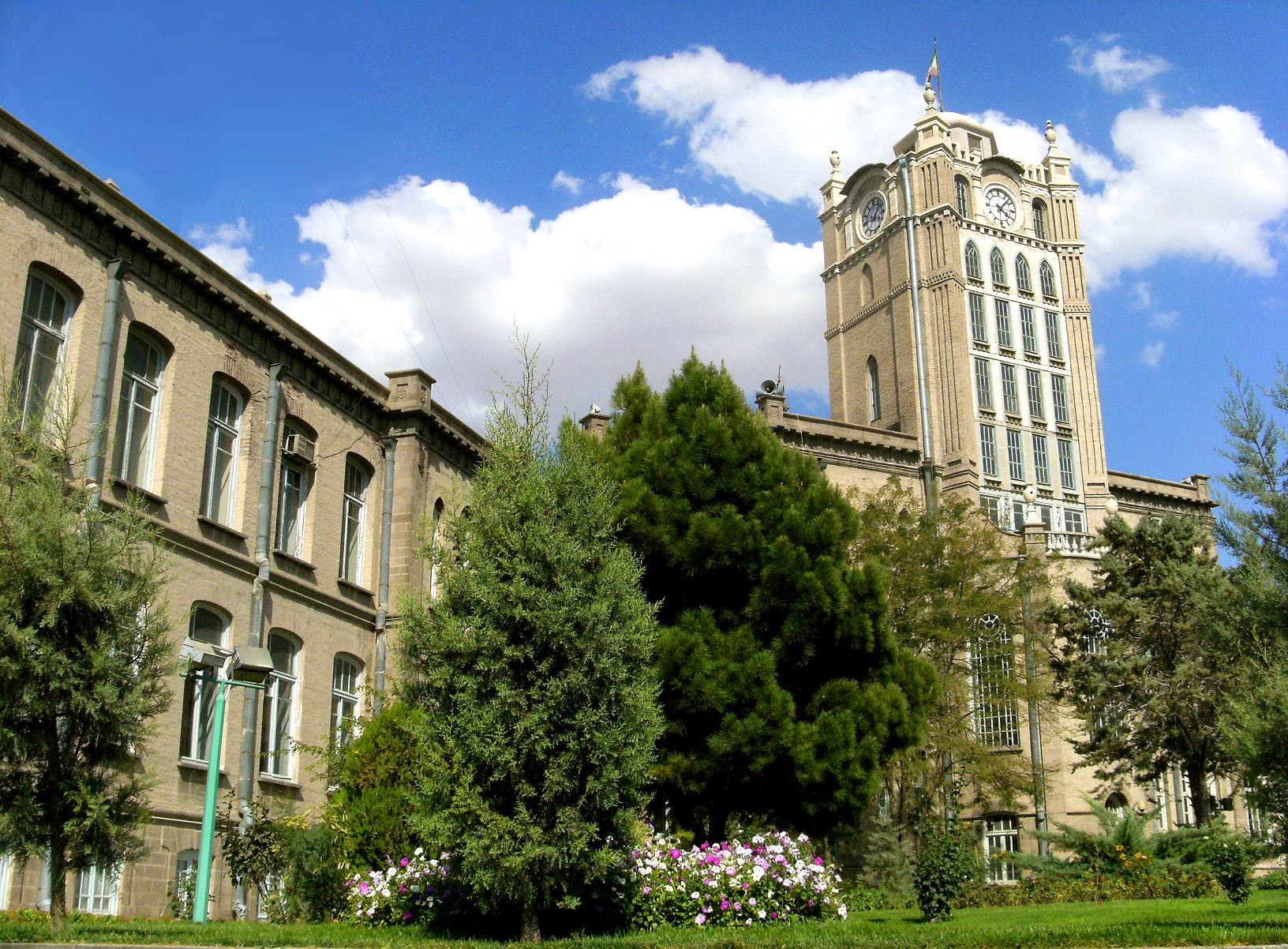
مبنى بلديَّة تبريز، المعروف باسم بُرج الساعة.

تحوَّلت تبريز في بداية عهد الشاه ناصر الدين القاجاري إلى مركز لوليّ العهد الإيراني يحكم منها كامل أذربيجان، وذلك بموجب مرسومٍ شاهانيّ صادر عام 1285هـ.ش. بعد الثورة الدستورية عام 1909م التي أدّت إلى إعادة العمل بالدستور، أخذت الحكومة الروسيَّة تتدخَّل في تعيين حُكَّام مُحافظة أذربيجان وِفقَ ما يتناسب مع مصالحها الخاصَّة، كما شهدت هذه الفترة بداية استعانة أمراء المُحافظة بخُبراء ومُستشارين أجانب في مُقدمتهم خبراءٌ روس وبريطانيّون وأمريكيّون.

### رئيس البلديَّة
تُناطُ السُلطة التنفيذيَّة في تبريز برئيس بلديَّتها، المسؤول عن أمنها ورفاهيَّة أهلها وتنظيمها، والمُنتخب من قِبل مجلسٍ بلديّ يُنتخب بدوره من قِبل أبناء المدينة. يقعُ المكتب البلديّ المركزيّ في قصر البلديَّة الشهير باسم «بُرج الساعة» أو «برج ساعات». شُيِّد هذا البُرج في سنة 1934م المُوافقة لسنة 1314هـ.ش. من قِبل رئيس البلديَّة حينها الحاج «أرفع‌ الملك جلیلي».
تأسست بلديَّة تبريز فعليًّا سنة 1908م، وعُيِّنَ السردار الهمایوني قاسم خان أمیرتومان رئيسًا لبلديَّتها، وكان هذا الرجل من خرِّيجي مدرسة القديس سير (سان سير) العسكريَّة الخاصَّة في فرنسا، وكان قد تأثَّر بالنظم الأوروبيَّة خلال فترة إقامته هُناك، فعمد إلى تطبيقها في تبريز خلال فترة ولايته عليها، فظهر المؤسسات الصحفيَّة لأوَّل مرَّة في تاريخ البلاد والمدينة على حدٍّ سواء، كما أُنيرت الشوارع بالكهرباء، وظهرت أسلاك الهاتف، والقاطرات الكهربائيَّة. وفي سنة 1389هـ.ش تولَّت أوَّل امرأة ولاية المُقاطعة السادسة من تبريز.

### المُقاطعات المُعاصرة
تُقسم تبريز حاليًّا إلى 17 مُقاطعة، هي:
| - آبرسان - أبو الريحان - قرية فيروز (بالفارسيَّة: کوی فیروز) - أحمد آباد - آخوني - بلدة أنديشة (بالفارسيَّة: شهرک اندیشه) | - أنگج - بارنج - گلشهر - إماميَّة - إسلام آباد - زعفرانيَّة | - بلدة الشهيد یاغچیان (بالفارسيَّة: شهرک شهید یاغچیان) - بلدة مرزداران (بالفارسيَّة: شهرک مرزداران) - بلدة پرواز (بالفارسيَّة: شهرک پرواز) - قرية وليّ العصر (بالفارسيَّة: کوی ولی عصر) - بلدة باغميشه (بالفارسيَّة: شهرک باغميشه) |

## الديمغرافيا

### اللغة

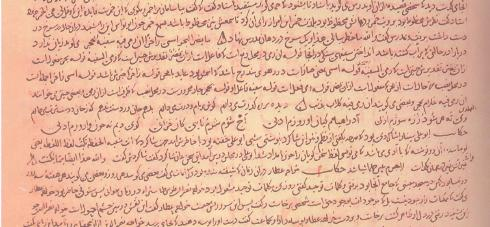
المخطوطة الوحيدة الباقية من مؤلَّف "سفينة تبريز"، المكتوبة باللغة "التبريزيَّة".

اللغة السائدة في تبريز هي اللغة الأذريَّة، المعروفة أيضًا باللغة الأذربيجانيَّة واللغة التُركيَّة الأذريَّة. أشار ياقوت الحموي إلى أنَّ أهل تبريز يتحدثون «بلهجةٍ» من لهجات اللغة الفارسيَّة، ويذكُرُ المؤرّخ زين العابدين الشيرواني (الذي عاصر عهديّ الشاه فتح علي القاجاري والشاه محمد القاجاري) في مؤلَّفه حاملل عنوان «حدائق السياحة»، أنَّ اللغة الأذريَّة هي اللغة الغالبة في تبريز، وأنَّ أغلب أهلها إن لم يكن كلهم يتحدثون بهذا اللسان. على الرغم من ذلك فإنَّ لغة العمل والتواصل المُشترك والتعليم هي اللغة الفارسيَّة، كما هو الحال في باقي أنحاء إيران سواء أكان يقطنها الفرس أم غيرهم. يُشيرُ بعض الباحثين إلى أنَّه قبل هجرة القبائل التُركيَّة إلى أذربيجان وتتريك أهلها، كانوا يتحدثون بلغة إيرانيَّة شماليَّة غربيَّة شبيهة باللغة التاتيَّة، وأنَّها تغيَّرت مع مرور الزمن واقتبست الكثير من المُصطلحات التُركيَّة. ويقول آخرون أنَّ تلك اللغة بقيت سائدة في تبريز وكامل أذربيجان حتى القرن الخامس عشر، ويستندون في ذلك إلى مخطوطة قديمة هي مخطوطة «سفينة تبريز»، العائدة للقرن الثالث عشر ووردت فيها مجموعة أبيات شعريَّة مكتوبة بلغةٍ مُختلفة عن الأذريَّة عُرفت عند المُحققين باسم «اللغة التبريزيَّة». ذكر الشاعر مسعودي المروزي لغات التبريزيين عندما زار المدينة عام 314هـ، وقال أنَّ أكثرها شيوعًا هي الأذريَّة والدريَّة، كما قال المُحقق والباحث اللغوي محمد جواد مشکور في مؤلَّفه حامل عنوان «التاريخ النظري لأذربيجان» (بالفارسيَّة: نظری به تاریخ آذربایجان) أنَّ ناصر خسرو عندما زار المدينة رأى بأنَّ أهلها لا يتحدثون سوى الأذريَّة ولا يلمّون باللغات الإيرانيَّة الأخرى سواء أكانت الفارسيَّة أم الدريَّة على أنَّ بعضهم يمكنه قراءتها. كما أشار باحثون آخرون إلى رسالةٍ أخرى تحمل عنوان «اصطلاحات وعبارات إناث وأعیان وأجلاف تبریز» من القرن الحادي عشر، بأنَّها مكتوبة بلغةٍ تختلفُ عن الأذريَّة.

### التركيبة السُكَّانيَّة والعرقيَّة

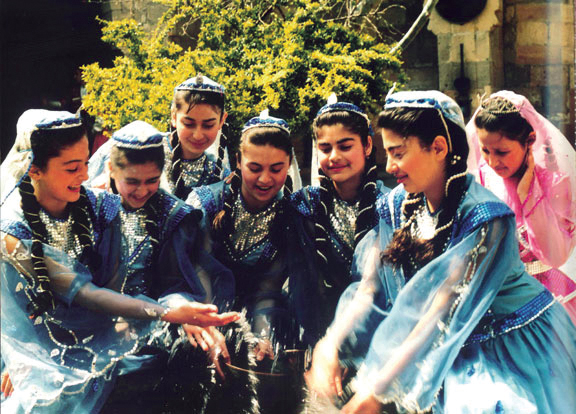
فتيات أذريَّات في لباسهنَّ التقليدي.

ينتمي أغلب سكَّان تبريز إلى العرق التُركي الطوراني، وإلى التُرك الآذر تحديدًا، على الرغم من أنَّهم كما باقي أهل الحواضر الإسلاميَّة الكُبرى يُشكلون مزيجًا من الشعوب التي خضعت للخلافات الإسلاميَّة المُتعاقبة وكانت تتنقل بين المدن والبلاد دون رادع، غير أنَّ أهل المدينة في الزمن الحالي يعتبرون أنفسهم من أبناء الأمَّة التُركيَّة. ذَكر الرحَّالة البرتغالي آنتوریو تنریرو الذي زار المدينة في عهد الشاه طهماسب الصفوي الأوَّل أنَّ أهل المدينة: «تُركمانٌ بمُعظمهم، وهم بيضُ البشرةِ حسانُ الطلعة». كذلك ذَكر ماركو پولو تنوّع أهل المدينة بقوله: «...فأمَّا السُكَّان بها فيغلب عليهم الفقر وهم يأتلَّفون من خليطٍ من أُممٍ ونحلٍ مُختلفةٍ ما بين نساطرة وأرمنيين ويعاقبة وكرجيين ومن فُرس ومن أتباع محمد المُسلمين الذين يُشكلون الكُتله الكُبرى للسُكان وهم الذين يُسمّون بحقٍ التبريزيون ولكلِ حزبٍ من هؤلاء القوم لغته الخاصة».
أمَّا في الزمن الحالي، فقد أشارت الإحصاءات الرسميَّة من سنة 2006م أنَّ عدد سُكَّان المدينة يصل إلى 1,800,000 نسمة، يُشكّلُ الآذر أغلبهم بنسبةٍ تصل إلى 96.5%، يليهم الفُرس بنسبةٍ تصل إلى 2.9%، ثمَّ باقي القوميَّات والأعراق من أرمن وآشوريون وغيرهم، وهؤلاء كلّهم يُشكلون ما نسبته 0.6% من جمهرة المدينة. تُعد تبريز حاليًّا رابع أكبر مدن إيران من حيث الكثافة السكَّانيَّة، وقد كانت حتى سنة 1345هـ.ش ثاني أكبر مدن إيران من هذه الناحية قبل أن تخسر هذا المركز وتقبع خلف أصفهان ومشهد. بالإضافة إلى المواطنين، تستقطب تبريز أيادٍ عاملة كثيرة محليَّة من داخل البلاد وأجنبيَّة من خارجها، نظرًا لأنَّها المركز الاقتصادي لمُحافظة أذربيجان الشرقيَّة. شرعت الجهات المُختصَّة في بناء بلدة جديدة، على بعد 24 كيلومتر من تبريز لغرض استيعاب الازدياد المُتواتر في عدد السكَّان وتخفيف نسبة الاكتظاظ السُكَّاني في المدينة، ولِخلق فرص عمل جديدة للشباب.

### الدين

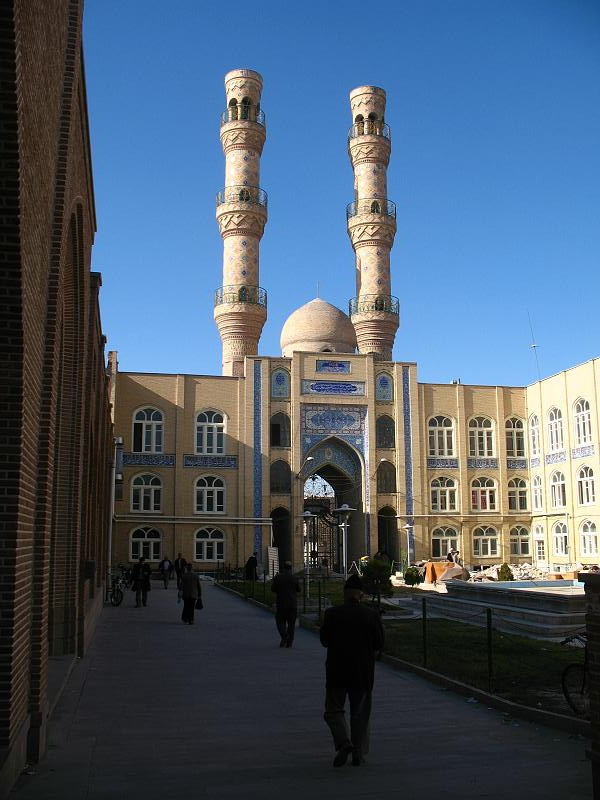
مسجد جامع تبريز.

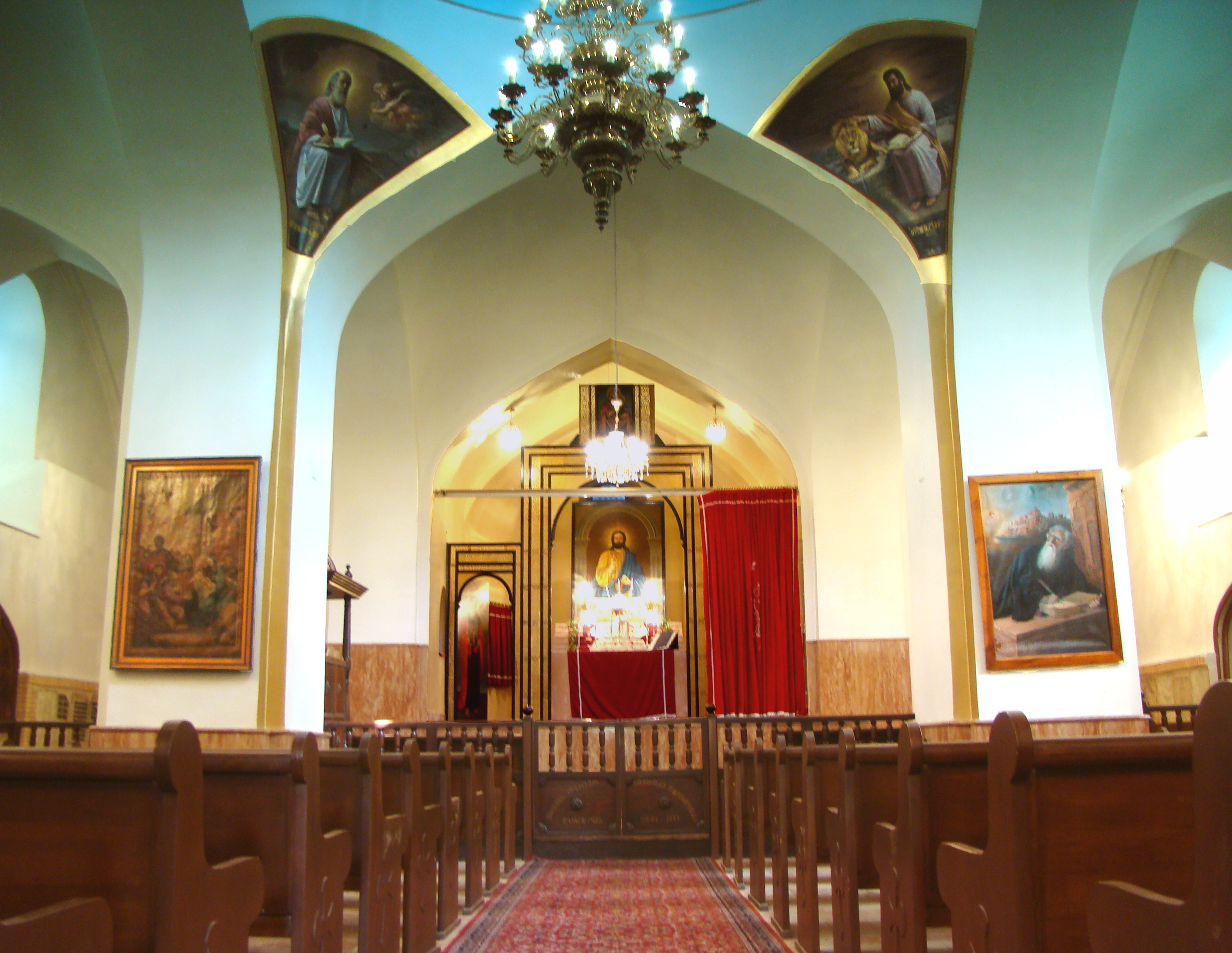
داخل كنيسة مريم العذراء في تبريز.

تعتنق الغالبيَّة العُظمى من سُكَّان تبريز الإسلام دينًا، على المذهب الشيعي الإثنا عشري، وهي من أكبر المدن الشيعيَّة في العالم. وكان أغلب أهل تبريز يدينون بالإسلام على المذهب السُني الحنفي والشافعي حتى بداية العهد الصفوي، عندما فتح الشاه إسماعيل الأوَّل المدينة وفرض على أهلها التشيّع بالقوَّة تحت طائلة القتل والتهجير، فتراجعت نسبتهم بسرعة جرَّاء المذابح التي طالتهم، وبسبب هجرة الكثير منهم نحو الدولة العثمانيَّة والسلطنة المملوكيَّة، وقد رُوي أن عدد من قتلوا في مذبحة تبريز بلغ أكثر من عشرين ألف شخص. ومع مرور الزمن ثبُتَ المذهب الشيعي الاثنا عشري في المدينة حتى اختفى كلُّ أثرٍ للمذهب السُني.
يعتنق أقليَّة من أبناء تبريز أديانًا أخرى، وفي مُقدمتها المسيحيَّة، وهؤلاء من غير الآذر، وأغلبهم أرمن وآشوريين يتبعون الكنيسة الأرمنيَّة الأرثوذكسيَّة وكنيسة المشرق الآشوريَّة. يُشكّلُ الأرمن والآشوريين أقليَّة قليلة العدد في تبريز على الرغم من أنّهم من أقدم الجماعات والطوائف التي قطنت المنطقة، ومع أنَّ أعدادهم شهدت زيادةً ملحوظة عِقب المذابح التي طالتهم أواخر العهد العثماني وأرغمت قسم كبير منهم على النزوح إلى أذربيجان، غير أنَّهم بقوا أقل عددًا من المسلمين بوضوح.
كان هُناك جالية يهوديَّة صغيرة بالمدينة أيضًا، لكن أغلب اليهود التبريزيين هاجر إلى طهران ولم يبقَ منهم عددٌ ملحوظ اليوم. كذلك هُناك عددٌ لا يُستهان به من أهل الحق، وهم أتباع الديانة اليارسانيَّة، بالإضافة لحضورٍ خجول لكلٍّ من المجوس والبهائيين، ومن الجدير بالذِكر أنَّ أحد المؤسسين الرئيسيين للديانة الأخيرة، وهو السيِّد علي محمد رضا الشيرازي الشهير بالباب، أُعدم رميًا بالرصاص في تبريز سنة 1850م. تُشير إحدى الإحصائيَّات أنَّ عدد أتباع الكنيسة الأرمنيَّة الأرثوذكسيَّة في المدينة يصل إلى 1,097 شخص تقريبًا، والآشوريَّة إلى 503 أشخاص، وأنَّ المجوس يصل عددهم إلى 26 شخصًا، وأتباع الطوائف المسيحيَّة الأخرى إلى 17 شخصًا، أمَّا اليهود فيعيش 5 أشخاص منهم فقط في المدينة.

## أبرز المعالم
| مسجد السيِّد حمزة إمام زاده الجامع هو مسجدٌ جامع يقع في مُقاطعة ششگلان بوسط تبريز، يشتهر بضمّه ضريح السيِّد أبو القاسم حمزة بن موسى الكاظم، سابع أئمة الشيعة الاثنا عشريَّة. عني الصفويّون بتجميل المسجد بعد أن تمَّ لهم السيطرة على إيران، فقاموا بتزيينه وتجميله. أمَّا الضريح نفسه فيرجع إلى القرن الرابع عشر الميلادي الموافق للقرن الثامن الهجري، ويُلاحظ فيه تأثير الفن الصفوي والقاجاري. | مسجد ومُجمَّع السيِّد حمزة إمام زاده. |
| دار الأمير نظام يُعرف أيضًا باسم المتحف القاجاري في تبريز، وهو مبنى تاريخي يقع في مُقاطعة ششگلان بوسط تبريز. تبلغ مساحته 1200 متر مربَّع، وقد تحوَّل في سنة 2006م إلى متحف مُخصص لعرض الآثار العائدة للعصر القاجاري والمُقتنيات الخاصَّة بملوك هذه السُلالة وأمرائها. شُيِّدت الدار في عهد وليّ العهد الشاهزادة عبَّاس القاجاري، وجعلها أمير نظام گروسي فيما بعد مركز حكم أذربيجان ومقر حاكمها ومنزله الخاص. عانى المبنى من الإهمال لسنواتٍ طويلة فتضعضعت أركانه وجدرانه، وفي إحدى الفترات نوقشت إمكانيَّة هدمه وإنشاء مدرسة في مكانه، وخلال الفترة المُمتدة بين عاميّ 1993 و2006م أُعيد ترميمه بعد أن اعتبرته الحكومة معلمًا تُرثيًّا وطنيًّا. | بيت الأمير نظام.                 |
| قوس تبريز هو عبارة عن واجهة جداريَّة كان من المُقرر أن تكون جزءًا من مسجدٍ خُطط لتسميته "مسجد علي شاه". شُيِّدَت الواجهة خلال عهد الإلخانات تحت إشراف الوزير تاج الدين جهان شاه، غير أنَّ الأعمال توقفت بعد وفاة الأخير، وكان السقف ما زال لم يكتمل بعد فانهار بعد فترةٍ قصيرة. استعمله الصفويين كزاوية للتعليم، وجعله القاجاريّون حصنًا ومركزًا لتموين الجيوش الإيرانيَّة خلال الحروب الفارسيَّة الروسيَّة. تعرَّض الجدار لأضرارٍ أخرى خلال عهد الجمهوريَّة الإسلاميَّة، بعد أن تقرر إنشاء مسجد آخر إلى جانبه لإقامة صلاة الجمعة. شرعت المُنظمة الإيرانيَّة للتراث الثقافي بالعمل على ترميم الموقع منذ سنة 2013م.                                | قوس تبريز.                       |
| دار الدستور هي دارةٌ تاريخيَّة تقع بالقرب من السوق المُغطّى، شهدت اجتماعات قادة وزعماء الثورة الدستوريَّة في أواخر العهد القاجاري، بالإضافة للنُشطاء الحقوقيّون والمُتعاطفين مع الثوَّار. تضمُّ الدار الكثير من الغرف والممرات، لعلَّ أجملها هو الممر المُنار بضوء الشمس. تحوَّل المبنى حاليًّا إلى متحف يضم تماثيل ومنحوتات للثوَّار، بالإضافة لأسلحتهم ومثقتنياتهم، ونسخ من الصُحف الصادرة سرًّا، والعديد من الصور العائدة لتلك الفترة. | دار الدستور في تبريز.            |
| متحف المكيال يضمُّ هذا المتحف تشكيلةً واسعة من الأدوات والآلات المُستخدمة في قياس الأوزان، مثل تلك المُستخدمة في الحِدادة وقياس أوزان الخضراوات، ووحدات قياس كتلة النفط والزيوت، بالإضافة لمعدَّاتٍ فلكيَّة مثل الأسطرلاب وآلاتٍ تُستخدم في الأرصاد الجويَّة، وعدد من البوصلات والساعات القديمة. أيضًا يضم المتحف شجرة قديمة تعود إلى العصر الحديث القريب (الپليوسيني). | متحف القياس.                     |
| دارة بهنام شُيِّدت الدارة خلال أواخر العهد الزندي وأوائل العهد القاجاري لتكون دارة سكنيَّة. خلال عهد الشاه ناصر الدين القاجاري (1848-1896) تمَّ تجديد المبنى وترميمه وتنميقه برسومٍ زخرفيَّة عديدة. تتألَّف الدارة من مبنيين: المبنى الأكبر المعروف باسم البيت الشتوي والمبنى الأصغر المعروف باسم البيت الصيفي. تُشكّلُ الدارة اليوم جزءًا من كليَّة الهندسة المعماريَّة التابعة لجامعة الفنون في تبريز. | دارة بهنام.                      |
| جسريّ قاري جسران حجريَّان تاريخيَّان يقعان فوق نهر مهران (قوری‌چای)، على مقربةٍ من الشارع المُزدحم بالسيَّارات حاليًّا. يقول بعض الباحثين أنَّه كان هناك جسرًا ثالثًا انهار حينما أُنشأ هذان الجسران. | جسريّ قاري.                       |
| المسجد الأزرق هو مسجدٌ تاريخيّ شهير تتجسَّد فيه روعة وجمال العمارة الفارسيَّة. شُيِّد مع مُلحقاته سنة 1465م بأمرٍ من زعيم الخرفان السود مظفّر الدين جهان شاه بن يوسف عندما اتخذ تبريز عاصمةً له، ودُفن في القسم الجنوبي من المسجد بعد أن قُتل على يد أوزون حسن زعيم الخرفان البيض. تعرَّض المسجد لأضرارٍ هائلة جرَّاء زلزالٍ مُدمّر ضرب المدينة سنة 1779م ولم يسلم منه سوى إيوان المدخل. شُرعت أعمال ترميم المسجد سنة 1973م تحت إشراف وزارة الثقافة الإيرانيَّة، غير أنَّ السطح لمَّا ينتهي تركيب القرميد عليه حتى الآن. | المسجد الأزرق.                   |
| مقبرة الشعراء عبارة عن نصبٍ تذكاريّ ضخم دُفن أسفله عددٌ من الشُعراء والصوفيين والمشاهير الإيرانيين. شُيِّد النصب الضخم خلال أواسط عقد السبعينيَّات من القرن العشرين خلال عهد سكريتير الثقافة والفنون في محافظة أذربيجان الشرقيَّة طهماسب دولتشاهي. ذُكرت المقبرة لأوَّل مرَّة خلال القرون الوسطى من قبل الجغرافي حمد الله المستوفي في مؤلَّفه حامل عنوان "نزهة القلوب". من أبرز من دُفنوا فيها: أسدي الطوسي وقطران التبريزي وأنوري الأبيوردي وهمَّام التبريزي وعلي بن موسى التبريزي، وغيرهم كُثر. | مقبرة الشعراء.                   |
| حمَّام نوبر أحد أبرز الحمَّامات العموميَّة في المدينة، شُيِّدَ على مقربةٍ من بوَّابة نوبر بوسط تبريز، وهي إحدى البوَّابات القديمة التي ما زالت صامدة. يُغطّي الحمَّام مساحة 700 متر مُربَّع، وقد استمرَّت أبوابه مفتوحة للعموم حتى عام 1994م. أُعيد ترميم ما تهدَّم من أجزائه بهمَّة مُنظمة التُراث الثقافي في مُحافظة أذربيجان الشرقيَّة، وتمَّ تسجيله على أنَّه من ضمن المواقع التُراثيَّة الوطنيَّة في إيران. | حمَّام نوبر.                       |
| مسجد صاحب الأمر يُعرف أيضًا باسم مسجد الشاه طهماسب، ويُقصد باسمه الإشارة إلى آخر أئمة الشيعة الاثنا عشريَّة، وهو محمد المهدي. شُيِّد عام 1636م، وقد تدمَّر وأُعيد إنشاؤه عدَّة مرَّات: عند الفتح العثماني لتبريز خلال عهد السُلطان مراد الرابع، وبسبب زلزال ضرب المدينة بعد ذلك بفترة. وفي سنة 1850م أُضيفت عدَّة مرايا إلى ممر المسجد وتمَّ ترميم ما انهار من طوب ورخام القِباب. | مسجد صاحب الأمر.                 |

## العمارة والبناء

### العمارة التاريخيَّة

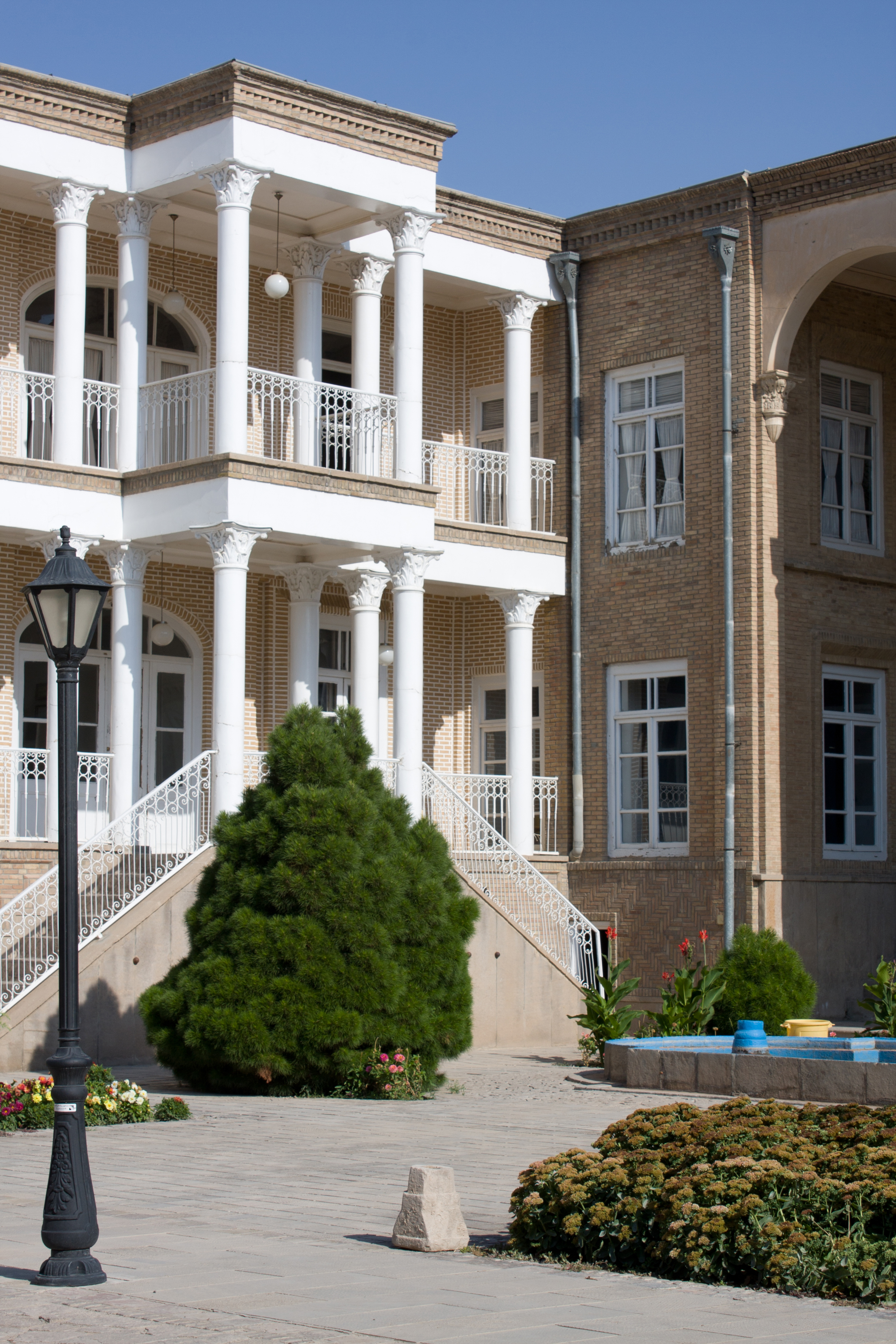
دارة كنجي زاده، إحدى نماذج العمارة التاريخيَّة في تبريز.

نتيجةً للزلازل المُتكررة والحروب الكثيفة التي جرت في تبريز وحولها عبر القرون، فقدت المدينة قسمًا عظيمًا من مبانيها القديمة بشكلٍ كلّي أو جزئيّ، ولم يبقَ منها إلَّا جزءًا يسيرًا على الرغم من أنَّ الحكَّام المُتعاقبين عليها حاولوا ترميم ما تهدَّم وإعادة تجميل وتزويق المباني، غير أنَّ عملهم كان يذهب أدراج الريح في كثيرٍ من الأحيان بفعل الكوارث المُتلاحقة. فعلى سبيل المِثال، بعد أن تمَّ للشاه إسماعيل الصفوي الأوَّل فتح مدينة هراة، نقل عدد كبير من حرفييها وفنانيها إلى تبريز ليُساهموا في تجميل المدينة وتشييد المعالم فيها، غير أنَّ القليل من تلك المعالم صمد حتى عهود خلفائه، بما فيها قصر الشاه نفسه الذي كان يقع شمال شرق تبريز ووصفه الرحَّالة الأوروبيّون في كتاباتهم. لم يتبقَّ اليوم من الآثار القديمة سوى المسجد الأزرق وقسمٌ من المدينة القديمة، وبهذا، فإنَّ تبريز تُعد أقل غنى بالعمارة القديمة من المُدن الإيرانيَّة الكُبرى الأخرى من شاكلة أصفهان، وشيراز، ومشهد.

### المساجد
تنص كتابات الرحَّالة والجغرافيّين المُسلمين والأوروبيّين أنَّ تبريز كانت من أغنى مُدن الشرق بالمساجد الضخمة، التي قال البعض أنَّها فاقت في إحدى المراحل مائة وخمسين مسجدًا، وقال آخرون ثلاثمائة. غير أنَّ القسم الأعظم منها تهدَّم جرَّاء الزلازل المُستمرَّة ولم يبقَ سوى حفنة ضئيلة مُقارنةً بالسابق. من أبرز مساجد تبريز الباقية حتّى اليوم: مسجد الأستاذ والتلميذ (بالفارسيَّة: مسجد استاد و شاگرد)، ومسجد إسماعیل خاله‌ أوغلي، ومسجد ثقة الإسلام، ومسجد جامع، ومسجد الحاج صفر علي حجَّة الإسلام، ومسجد حسن پادشاه، ومسجد خزینة، ومسجد دال ذال، ومسجد سید المُحققین، ومسجد صاحب ‌الأمر (الشاه طهماسب الأوَّل)، ومسجد شاهزاده، ومسجد صادقیَّه، ومسجد ظهیریَّة، ومسجد علي ‌شاه، ومسجد کاظمیَّة، والمسجد الأزرق، ومسجد مجتهد، ومسجد مقبرة، ومسجد مُلَّا باشي، ومسجد المیرزا صادق‌ آقا، ومسجد المیرزا مهدي قاري، ومسجد قراملك ومسجد الشهداء. وهذه المساجد تعود بمُعظمها للعهدين الصفوي والقاجاري.

### الدور والمنازل
عام 1387هـ.ش أعلنت السُلطات المُختصَّة عن وجود أكثر من 600 منزل تُراثي في المدينة ينبغي الحفاظ عليه كونه يعكس تاريخها وثقافتها. أمَّا الدور السابقة على سنة 1193هـ وتلك العائدة لأوائل العهد القاجاري فقد تهدَّم مُعظمها جرَّاء الزلازل واستحال رُكامًا. قامت الحكومة بإعادة بناء بعض منازل ودور تبريز التاريخيَّة وترميم بعضها الآخر عقب الثورة الإسلاميَّة، وقد أصبح بعض تلك الدور متحفًا فيما فُتحت أبواب البعض الآخر أمام السوَّاح، ومن هذه على سبيل المِثال: المتحف الدستوري.

## الاقتصاد

### التجارة

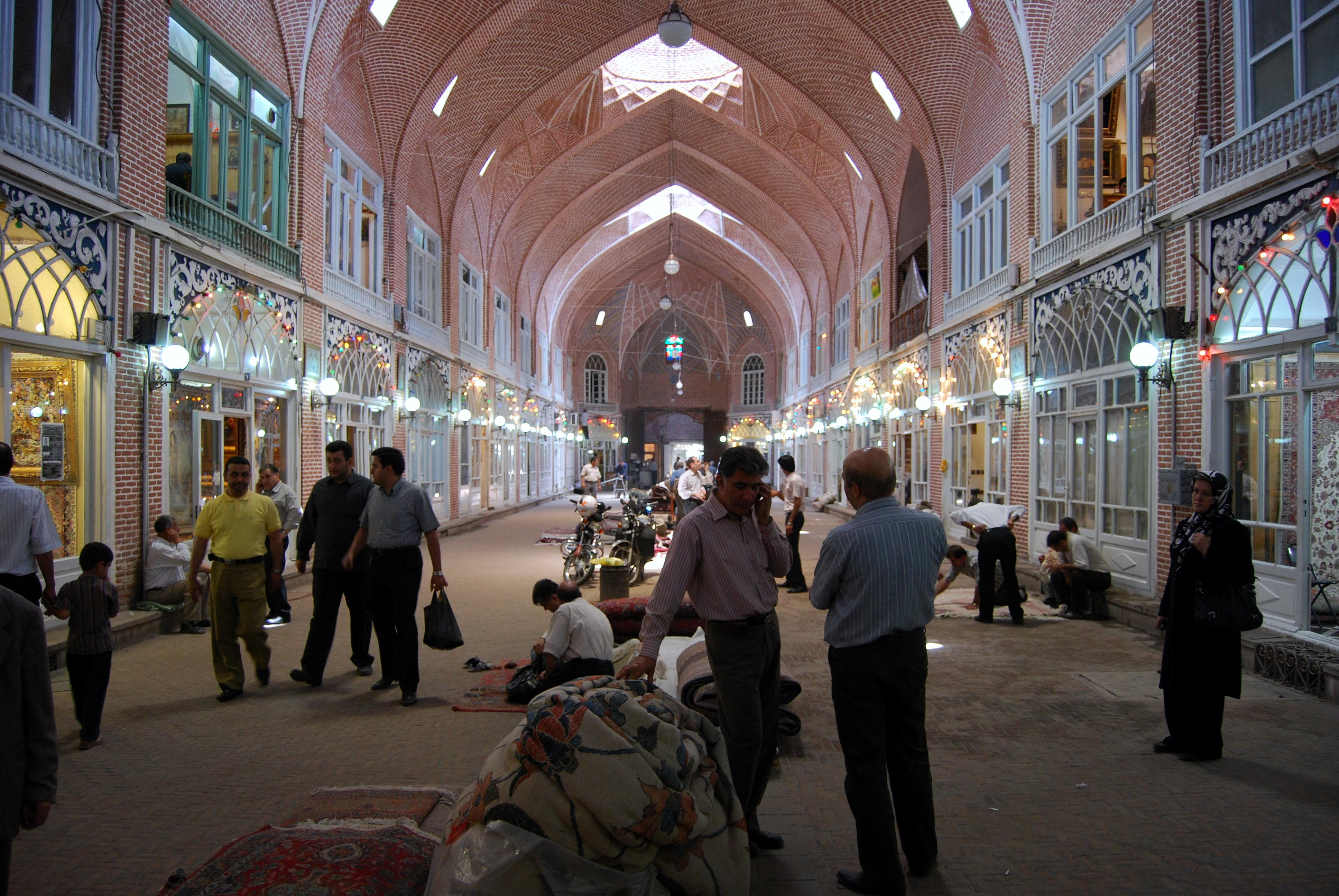
بازار السجَّاد في تبريز.

تاريخيًّا، كانت المدينة إحدى أبرز المراكز التجاريَّة في العالم الإسلامي خصوصًا، وفي آسيا والعالم القديم عمومًا، ويعود النشاط التجاري لأهل تبريز إلى موقعها المُميَّز، إذ كانت المدينة الوحيدة التي تصل بلاد ما وراء القوقاز وقره داغ شمالًا بمراغة وكردستان جنوبًا. تنص المصادر التاريخيَّة على أنَّ التبريزيّون تعاطوا التجارة مع العثمانيين والروس والكرجيّون والهنود، وأنَّ المدينة كانت المركز المُفضَّل عند الكثير من تُجَّار تلك الشعوب سالِفة الذِكر، ومركزًا لصناعاتهم. ومن الروايات المنقولة أنَّ تاجران إنگليزيَّان كانا يُسافران على درب الحرير في أواخر القرن الثالث عشر الميلادي بلغا تبريز وقررا المكوث فيها لفترة والإتجار ببضائعهما عوض أن يفعلا ذلك في القسطنطينيَّة أو طرابزون، بعد أن شاهدا بأمّ العين النشاط التجاري بالمدينة. وفي عهد الشاهزادة عبَّاس ميرزا، أصبحت تبريز مركز التجارة البريطانيَّة في الشرق، بعد أن منح الشاه فتح علي القاجاري بريطانيا امتيازاتٍ خاصَّة. اشتهرت تبريز مُنذ القِدم، وما زالت، بصناعة السجَّاد العجمي عالي الجودة، الذي يُمثِّلُ اليوم أبرز صادرات المدينة التجاريَّة.

### الصناعة

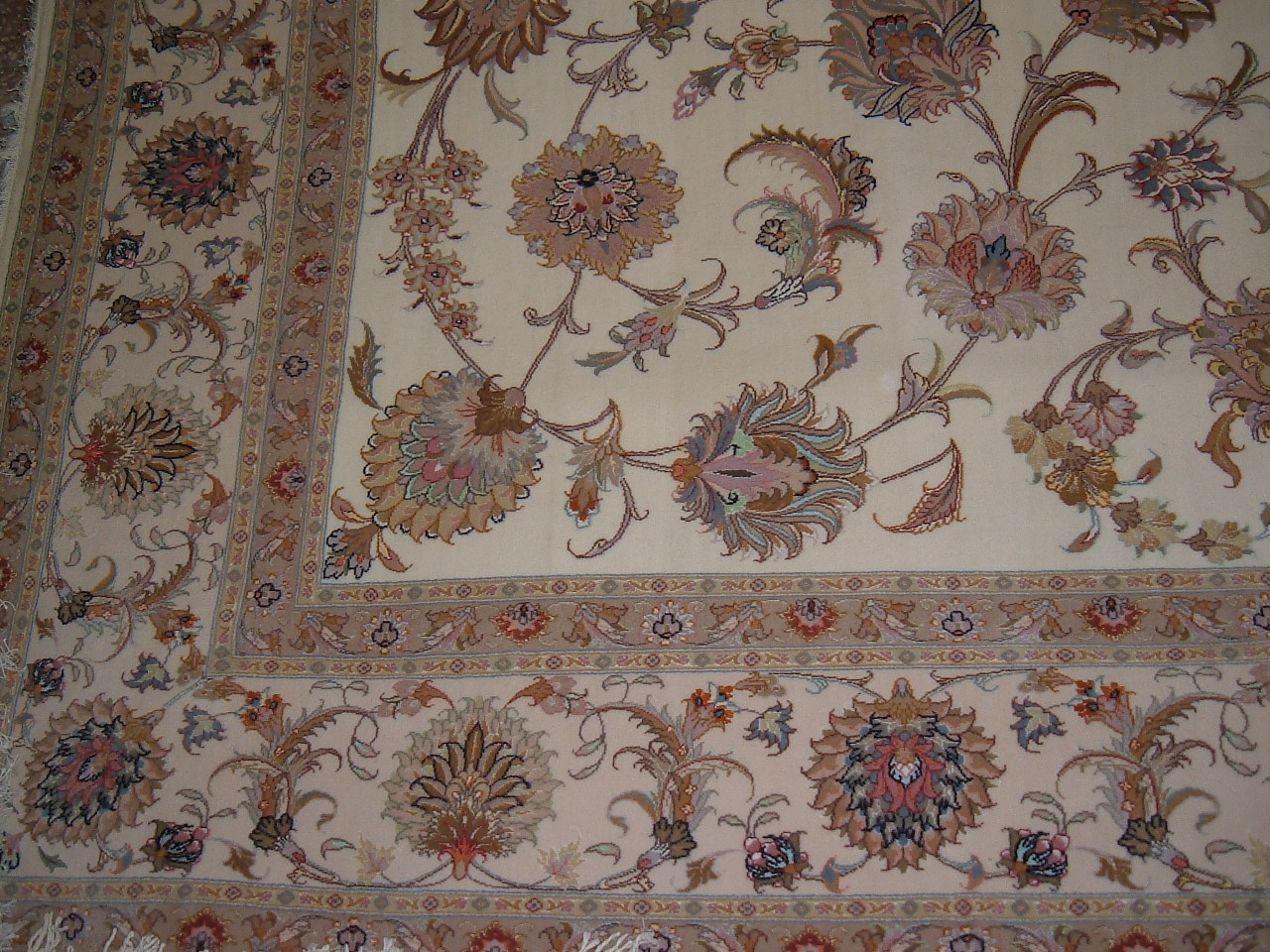
سجَّادة تبريزيَّة.

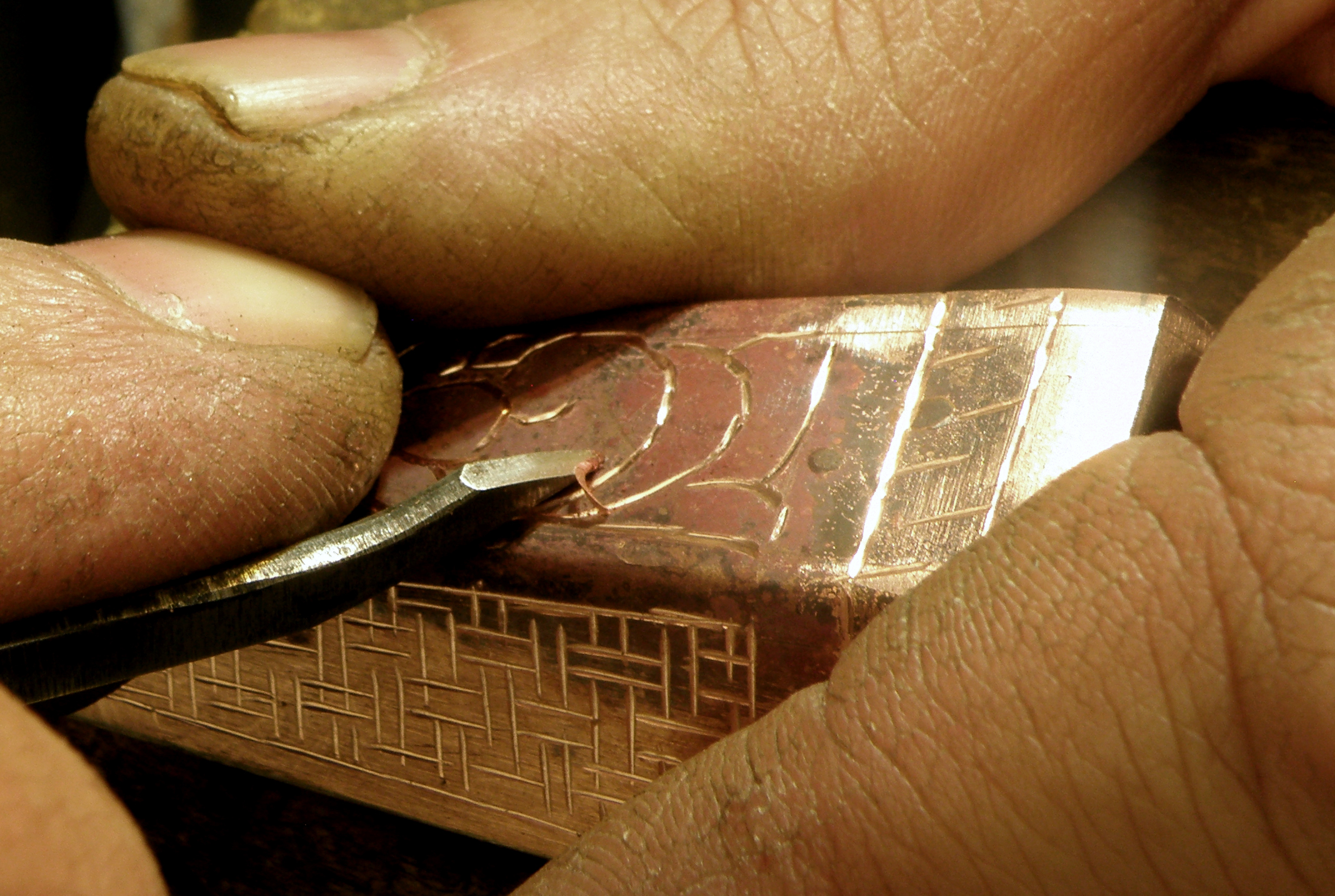
حرفيّ تبريزي.

تبريز هي إحدى أهم المُدن الصناعيَّة في إيران، ويُشير البعض إلى أنَّها ثاني أكبر مدينة صناعيَّة في إيران. من أبرز صناعات المدينة: النسيج والسجَّاد، والآلات الميكانيكيَّة، وتجميع السيَّارات، والمواد الپتروكيماويَّة، والإسمنت، والملبوسات الجلديَّة، والإلكترونيَّات، والأدوات الكهربائيَّة المنزليَّة، والمواد الغذائيَّة. إضافةً إلى ذلك، توجد في المدينة عدَّة صناعات بسيطة وحرفيَّة، منها على سبيل المِثال: صناعة الخزف، والفخَّار، والمجوهرات، والفضيَّات. تعتبر تبريز من المُدن الرائدة في صناعة الأحذية الجلديَّة، وهي تُشكّلُ مع السجَّاد أحد أبرز صادرات المدينة، ففي سنة 1387هـ.ش وحدها سُجِّل تصنيع 30 مليون زوج أحذية في المدينة. تتخذ عدَّة مصانع وشركات من تبريز مقرًّا لها، ومنها على سبيل المِثال «شركة إيران لصناعة الجرَّارات الزراعيَّة»، وهي إحدى أكبر المُجمَّعات الصناعيَّة في الشرق الأوسط.
أكثر من 55% من المؤسسات الصناعيَّة الكُبرى الواقعة في مُحافظة أذربيجان الشرقيَّة اليوم تتخذ من تبريز مركزًا لها، وكان من نتيجة هذا الأمر ظهور حركة نزوح كثيفة من أرياف المدينة إلى داخلها بحثًا عن لُقمة العيش. تؤمِّنُ المصانع الغذائيَّة نصف مُتطلبات البلد (50%) من الأطعمة السُكريَّة والحلويات، وفي مُقدمتها حوالي 600 نوع من الشوكولاته والبسكوت والمُعللات والعلكة.

### مركز المعارض الدولي في تبريز
يقع هذا المركز في القسم الشرقي من المدينة، وتُقام فيه مئات المعارض والمهرجانات المُختلفة سنويًّا، وأشهرها معرض «TEXPO»، وهو معرض تجاري عمومي تأسس سنة 1992م، ويُعقد في العادة خلال الفترة المُمتدَّة بين يوميّ 4 و9 أغسطس من كل عام.

### التسوّق
مُعظم مراكز التسوّق تقع في وسط المدينة، وهي تشمل: السوق المُغطّى (البازار)، وأسواق المُشاة في شوارع طربيَّة، وشهناز، وفردوسي. كذلك هُناك بعض مراكز التسوّق والمحلَّات التجاريَّة المُتخصصة في بيع أشكالٍ وأصنافٍ عديدة فاخرة من المجوهرات، والسجَّاد، والملابس، والحُليّ، والبهارات، والمُكسَّرات، والبزور، والأدوات المنزليَّة، ومثل هذه المحال يقع على تقاطع أبرسَّان، ورشديَّة، وقرية وليّ العصر.

## الثقافة والفنون

### الأدب
خرج من تبريز عددٌ من الشُعراء والكُتَّاب والأُدباء الإيرانيين قديمًا وحديثًا، وخلال العصور الإسلاميَّة المُتعاقبة، كانت تُعقد في تبريز مجالس الشعر والأدب التي يتنافس فيها الشُعراء ويلقون شعرهم على الملأ أو في بلاط الحاكم، ومن هؤلاء القُدماء: جلال الدين الرومي، وأفضل الدين بن علي الخاقاني، وقطران التبريزي، ومن الشُعراء الحديثين: صمد بهرنگي، وغلام حسين الساعدي، وپروین اعتصامي، والشاعر الكبير محمد حسين شهريار. ومن ما ورد عن تبريز في الشعر الفارسيّ:
| ساربانا بار بگشا ز اشتران شهر تبريز است وکوی دلبران يا أيُّها الجمَّال فُكَّ عنها الرِحال، فهذه تبريز مدينة الأحباب. ―جلال الدين الرومي عزیزی در اقصای تبریز بود که همواره بیدار وشبخیز بود كان لي محبوب يعيشُ في تبريز بعيدًا عن البصر، دائم الاستيقاظ في الليل ودائمُ الأرق ―مُصلح الدين السعدي | تا به تبریزم دو چیزم حاصل است نیم نان وآب مهران رود وبس حينما أكون في تبريز شيئان لا يؤرقان، نصفُ رغيفُ خُبزٍ ومياه نهر مهران! ―أفضل الدين الخاقاني اين ارك بلند شهر تبريز است افراشته قامتِ رسايش را هذه قلعة مدينة تبريز، شامخة قامتها العلياء! ―يد الله مفتون الأميني |

كذلك ورد ذكر المدينة في بعض الأغاني والأشعار والقصص الفلكلوريَّة المحليَّة في أذربيجان.

### الموسيقى
تمكنت الحكومات المركزيَّة والسياسات الأوتوقراطيَّة المُتعاقبة في إيران وعلى مدى قرنٍ كامل من استيعاب جميع الثقافات المحليَّة في البلاد لصالح ثقافة وحيدة مقبولة من الطرف الحكومي، غالبًا ما كانت الثقافة الفارسيَّة. نتيجةً لهذا، استحالت تبريز في بداية القرن العشرين مُجرَّدة من هويَّتها الثقافيَّة التُركيَّة المُميَّزة، شأنها في ذلك شأن باقي مُدن إيران ذات السُكَّان من غير الفُرس. لكن في عهد الرئيس محمَّد خاتمي (1998-2006م) حصلت نهضة ثقافيَّة في المدينة نتيجة السياسات الليبراليَّة التي انتهجتها الحكومة الإيرانيَّة أنذاك، وانتعشت من جديد عدَّة عناصر ثقافيَّة أذريَّة كان من ضمنها الموسيقى.

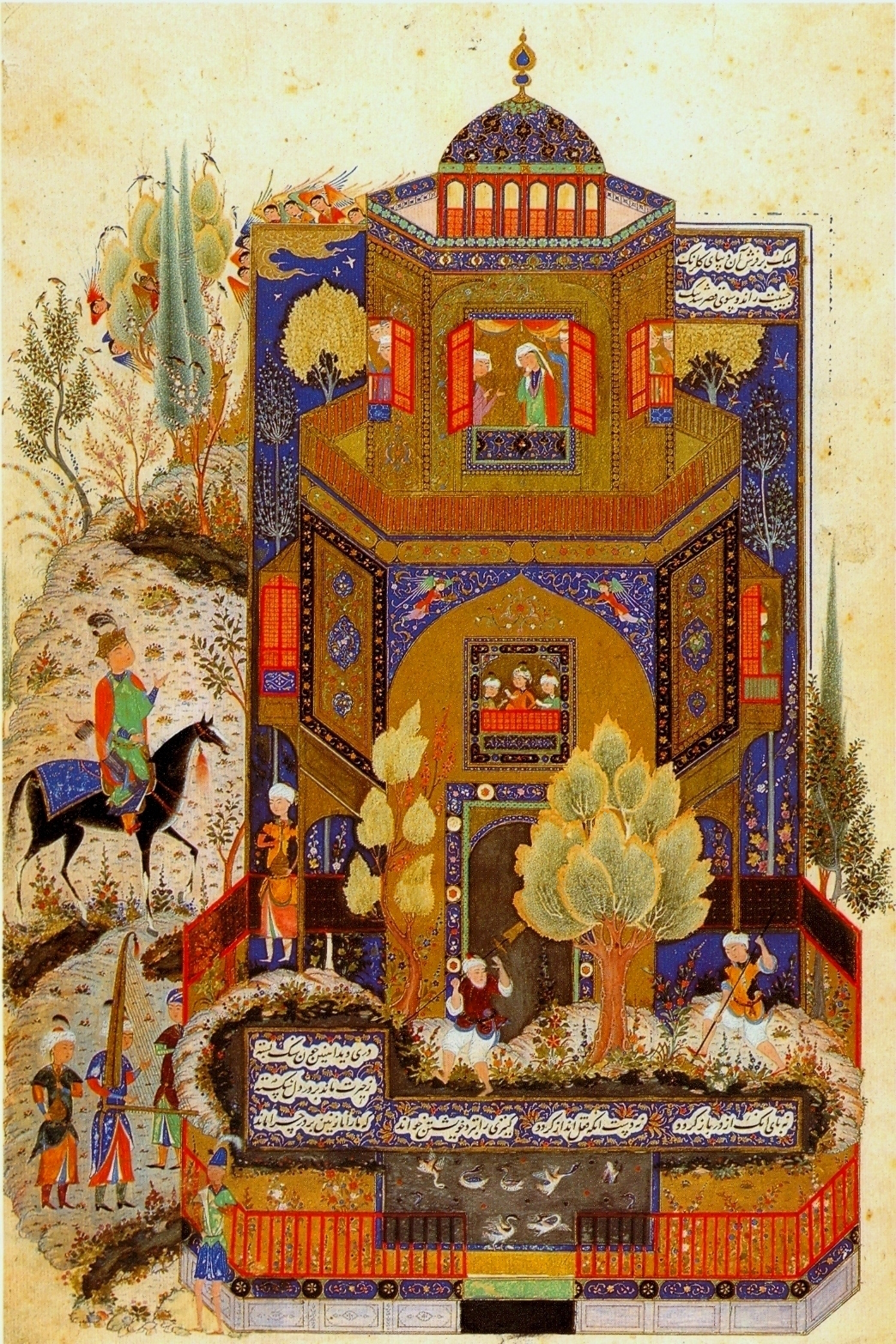
مُنمنمة إيرانيَّة مرسومة وفق النمط التبريزي.

والموسيقى التبريزيَّة هي ذاتها الموسيقى الأذريَّة، ويُمكن تقسيمها إلى «نوعين أساسيين»: «العاشق»، و«المقام»، والأخيرة غير مألوفة عند الأذريين الإيرانيين، بل هي أكثر شيوعًا في أذربيجان الدولة. أمَّا موسيقى العاشق فقد بقيت مألوفة في جبال قره داغ طيلة قرون حتى أصبحت اليوم الموسيقى الرسميَّة لأذربيجان وذاع صيتها في مدائنها بما فيها تبريز. وجذور هذه الموسيقى يُمكن تقفيها إلى القرن السابع الميلادي، وتحديدًا إلى عشائر وقبائل التُرك الرُعاة الرُحَّل الذين كانوا يتنقلون بين البلدات والمُدن ويُنشدون أشعارهم وأغانيهم خلال عزفهم على آلة الساز الوتريَّة، وهذا وفقًا لما ورد في ملحمة «ده ده كركود». وتتناول هذه الأشعار في الغالب حياة الترحال والنزاعات التي كانت تدبّ بين الرُعاة وأهل المنطقة الأصليين التي ينزلون بها، وتتضمَّن وصف الجبال وينابيعها ومياهها وطبيعتها.

### الرسم
إحدى أبرز أنماط الرسم والطلي الإيراني تُعرف باسم «النمط التبريزي»، وقد تشكَّلت معالم هذا النمط خلال عهود الإلخانات، والخرفان السود، والصفويّون. ذكر الكاتب التُركي الشهير أورخان پاموق النمط التبريزي في قصَّةٍ خياليَّة بروايته حاملة عنوان «إسمي أحمر».

### المطبخ

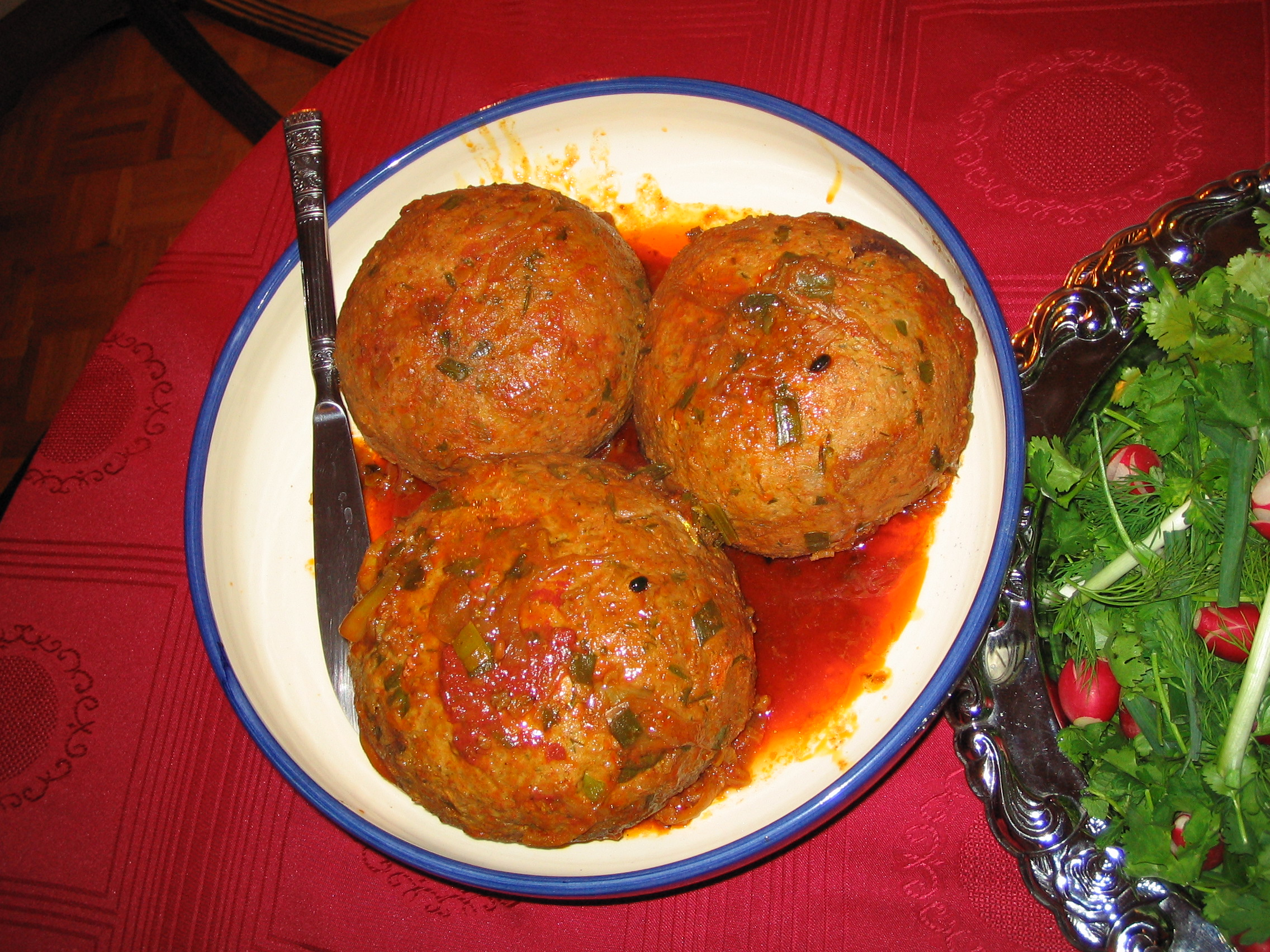
طبق كُفتة تبريزيَّة.

المطبخ التبريزي شبيه إلى حدٍّ كبير بعموم مطابخ إيران وتُركيَّا مع اختلافاتٍ مُعيَّنة من حيث تتبيلات بعض المأكولات، ومن أبرز أطعمة المدينة: حساء الآش، وچلوكباب الذي يُقدَّم مع الأرز المطبوخ، وهو الطبق الوطني في إيران. بالإضافة إلى ورق العنب المحشي، والكُفتة التبريزيَّة.

### المُنتزهات والحدائق

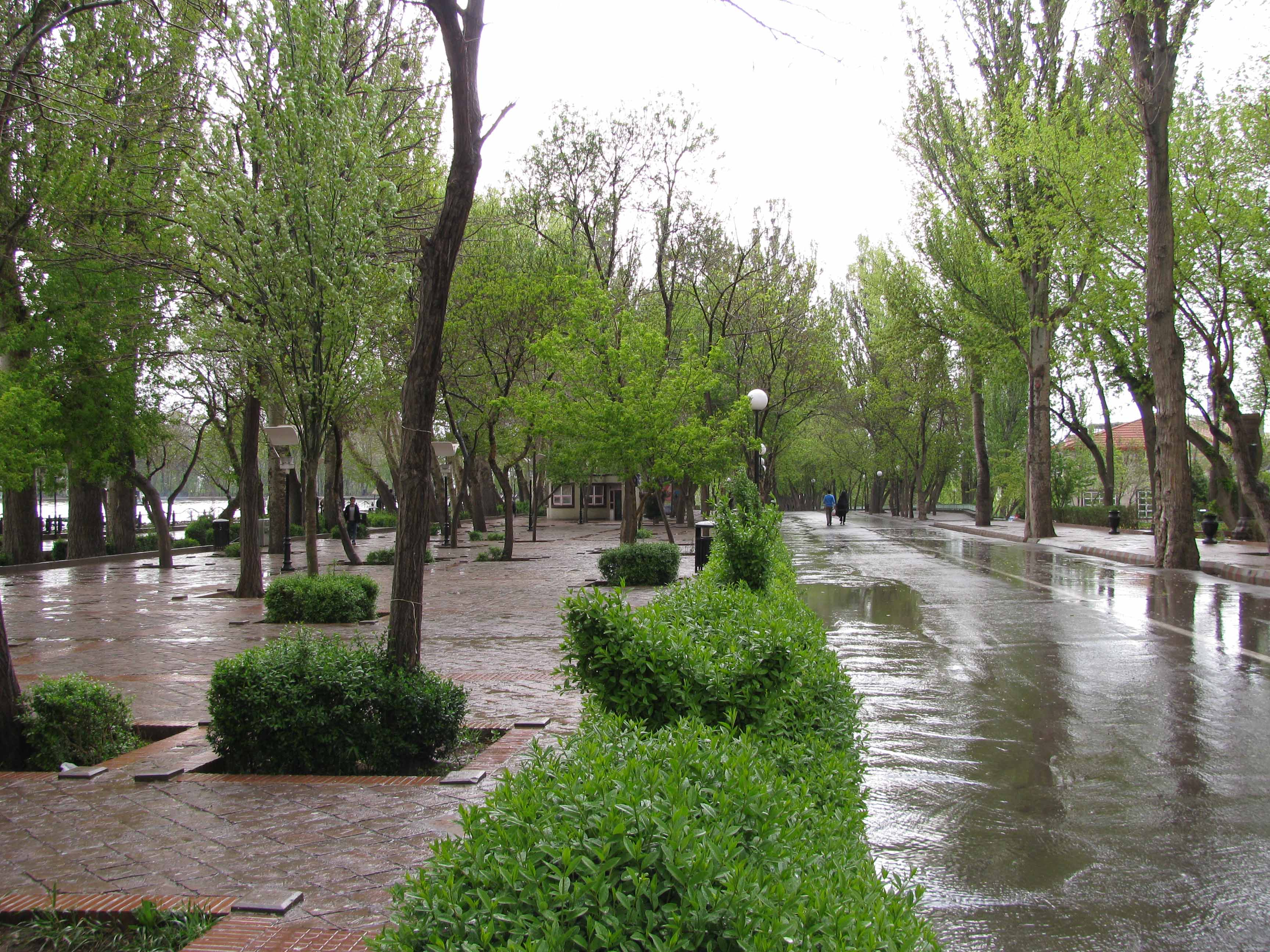
منتزه شاه گُلي.

وفقًا لإحصائيَّة من عام 2005م، فإنَّ في تبريز 132 مُنتزهًا تشتملُ على 97 منتزه صغير، و31 منتزه إقليمي، و4 حدائق عموميَّة. وفي نفس الإحصائيَّة تبيَّن أنَّ مساحة منتزهات المدينة مجموعةً تصل إلى 2,595 كلم2، وأنَّ مساحة المناطق الخضراء في المدينة ومنطقتها الحضاريَّة تصل إلى 8,548 كلم2، أي بمُعدَّل 5.6 أمتار مُربَّعة لكل شخص. أقدم مُنتزهات تبريز هو مُنتزه گُلستان باغي، وقد تأسس في بداية العصر البهلوي بوسط المدينة. في تبريز أيضًا 8 مُنتزهات مُخصصة لنزول المُسافرين، كُلٌّ منها قادر على استيعاب 10,000 مُسافر. من أبرز المُنتزهات الأخرى في المدينة: منتزه خاقاني، ومنتزه شاه گُلي، ومنتزه غائم مغام.

### المتاحف
في تبريز عدَّة متاحف تاريخيَّة منها ما يتضمَّن آثار خاصَّة بأذربيجان ومنها من يضم آثار من عموم إيران والعالم، ومن هذه المتاحف: متحف أذربيجان (تبريز) الذي تأسس عام 1958م، وأغلب مُقتنياته هي من الآثار المُكتشفة في أذربيجان بالإضافة لبعض الأعمال الفنيَّة من رسومات ومنحوتات، كما يضم مكتبةً تحوي عدَّة كتب مخطوطة ومطبوعة عن تاريخ أذربيجان وإيران. كذلك هُناك متحف دار ثقة الإسلام، وهو مُخصص لتخليد ذكرى رجل الدين الإصلاحي علي بن موسى التبريزي، ومتحف العصر الحديدي الذي يضم بقايا أناس بدائيين يعودون إلى الألفيَّة الأولى قبل الميلاد، أي العصر الحديدي.

## التعليم

### المدارس

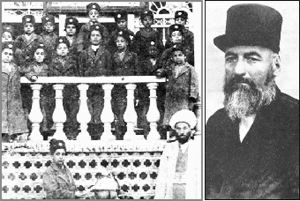
الميرزا حسن التبريزي مع أوَّل دُفعة من طُلَّابه.

ظهرت أولى المدارس الحديثة في تبريز أواخر القرن التاسع عشر، ويعود الفضل في إنشائها إلى البعثات التبشيريَّة بالدرجة الأولى، التي كانت تسعى إلى نشر الديانة المسيحيَّة بين السُكَّان إلى جانب العلوم، وإلى التبشيريين يرجع الفضل في إرساء قواعد التعليم الابتدائي في تبريز، غير أنَّ نمّو القطاع التعليمي بالمدينة وازدهاره، كان نتيجة مجهود رجلٌ من أهل المدينة هو الميرزا حسن التبريزي الشهير بلقب «رشديَّة»، وهو رجل دين من الطبقة المتوسِّطة التريزيَّة، وقد تأثَّر بما دعا إليه النبي مُحمَّد من طلب العلم، فغادر إلى النجف ثمَّ بيروت عام 1880م حيثُ درس في دار المُعلِّمين واطلع على أساليب التدريس الحديثة في حينها، والتي سادت في ولاية بيروت ومصر بالدولة العثمانيَّة، ثمَّ عاد إلى تبريز وأنشأ أوَّل مدرسة «رشيديَّة» حديثة على الأنماط التي تعرَّف عليها.
تنتشرُ اليوم في تبريز مئات المدارس الخاصَّة والرسميَّة، وتُلقّنُ الطلَّاب مُختلف أنواع المعارف وفق نظام التعليم الإيراني. تدوم الدراسة الابتدائيَّة 5 سنوات، والمُتوسطة 3 سنوات، والثانويَّة 3 أخرى. وعلى الرغم من أنَّ اللغة الأذريَّة هي اللُغة السائدة في تبريز، إلَّا أنَّ التعليم يتم باللغة الفارسيَّة. ومن أبرز المدارس بالمدينة: المدرسة الأمريكيَّة التذكاريَّة في تبريز، وقد افتُتحت عام 1891م وتغيّر اسمها بعد الحرب العالميَّة الثانية إلى ثانويَّة پروين، وهي تُقسم حاليًّا إلى ثلاث مدارس ثانويَّة. كذلك هُناك ثانويَّة الفردوسي، وثانويَّة المنصور أو ثانويَّة طالقاني، وكُليَّة وحدة التقانيَّة.

### الجامعات

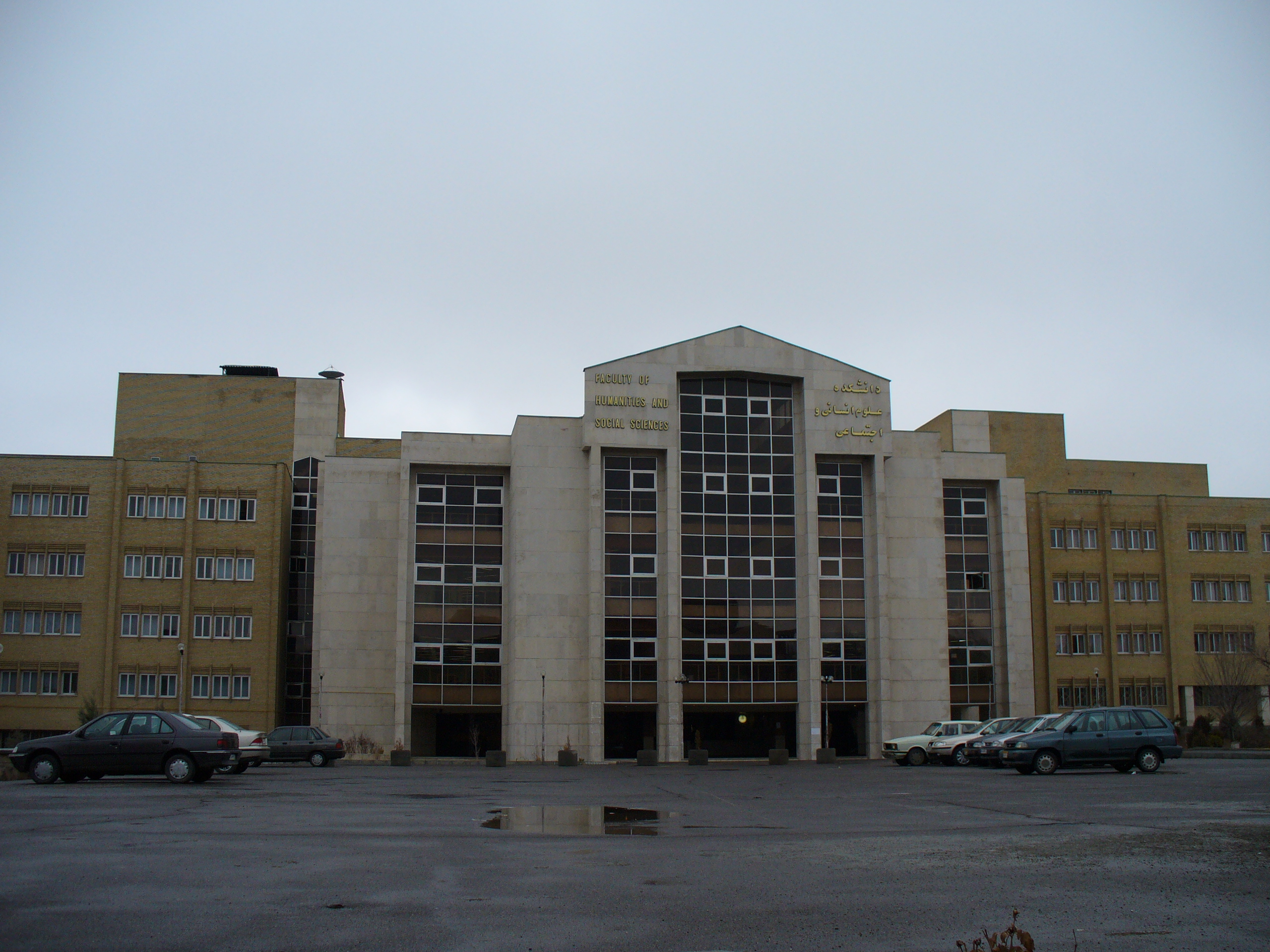
مبنى كُليَّة الإنسانيَّات والعُلوم الاجتماعيَّة في جامعة تبريز.

تضمُّ تبريز 14 جامعة ومؤسسة تعليم عالي من أشهر جامعات ومؤسسات إيران، ولعلَّ أبرزها هي جامعة تبريز التي تأسست عام 1947م، وهي اليوم أبرز وأشهر جامعات شمال غرب إيران. تُعدُّ جامعة تبريز أيضًا إحدى الجامعات الأم الخمس في البلاد، وهي إحدى المراكز العلميَّة الأهم في الشرق الأوسط. وإلى جانب جامعة تبريز، هُناك بضعة جامعات أخرى مُنتشرة في المدينة وضواحيها، ومن أهمها:
- جامعة تبريز للعلوم الطبيَّة: كانت تُشكّلُ جزءًا من جامعة تبريز ثمَّ انفصلت عنها، وهي تُدرِّسُ الفروع المُختلفة من العلوم الطبيَّة.
- جامعة سنهد للتقانة: تأسست عام 1989م، وهي تختص بتدريس الهندسة ومُلحقاتها من العلوم المعماريَّة والكهربائيَّة والتقنيَّة وغيرها.
- جامعة شهید مدني في أذربيجان: تأسست عام 1987م، وهي مُتخصصة في تدريس كافَّة أشكال المعارف، وحرمها الرئيسي يقع في منطقة آذرشهر.

كذلك هُناك جامعة الفنون في تبريز، وجامعة رسالة النور، وغيرها الكثير من الجامعات الرسميَّة. كذلك هُناك بضعة جامعات خاصَّة، ومنها: جامعة الأزد الإسلاميَّة، ومؤسسة دانشواران للتعليم العالي، ومؤسسة سراج للتعليم العالي، وكُليَّة النبي الأكرم الجامعة، وجامعة الخجا رشيد. أمَّا بالنسبة للمعاهد الصناعيَّة، فمنها: جامعة علمي كاربودري في تبريز، وكُليَّة تبريز للتقانة، ومؤسسة التعليم العالي الرشيديَّة في تبريز.
من المُختبرات العلميَّة المُخصصة للأبحاث والمدعومة من قِبل الحكومة الإيرانيَّة عدَّة مُختبرات تتخذ من تبريز مركزًا لها، ومنها: مُنتزه أذربيجان الشرقيَّة للعلوم والتقانة، وفرع العلوم والأبحاث في جامعة الأزد الإسلاميَّة. بالإضافة إلى ذلك هُناك بعض الجامعات الإيرانيَّة التي افتتحت فروعًا لها في تبريز، مثل جامعة الإمام الحسين.

### المكتبات
تُعدُّ مكتبة تبريز الوطنيَّة (المعروفة أيضًا بمكتبة تبريز المركزيَّة) أكثر المكتبات المرموقة شهرةً في تبريز، وهي من أهم المكتبات بالنسبة للباحثين المُختصين بالتاريخ الإيراني في العالم نظرًا لما تحتويه من كتب مخطوطة قديمة تعود لحقبات مُختلفة من تاريخ البلاد. أيضًا هُناك مكتبات عامَّة أخرى مثل: مكتبة التربية، ومكتبة الهلال الأحمر، ومكتبة شهريار، ومكتبة الجعفريَّة.

## البُنية التحتيَّة

### العناية الصحيَّة
تتولّى الحكومة الإيرانيَّة مُهمَّة الإشراف على المُستشفيات الحكوميَّة في تبريز ومنطقتها الحضاريَّة، وتأمين الخدمات الطبيَّة للسُكَّان. كذلك هُناك عددٌ من المُستشفيات والمستوصفات الخاصَّة داخل المدينة تؤمّن قسم من العناية الصحيَّة للناس.

### المواصلات

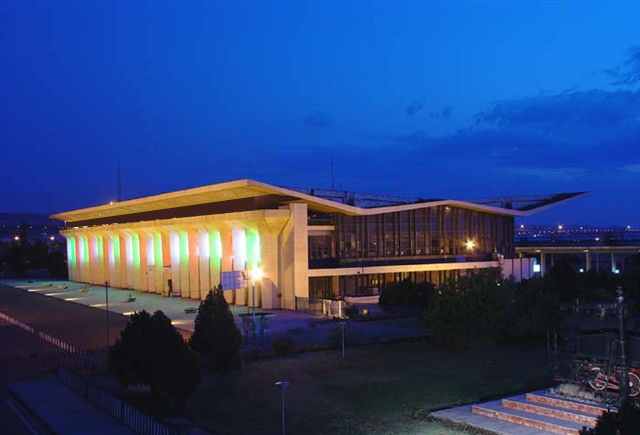
محطَّة قطارات السكك الحديديَّة في تبريز.

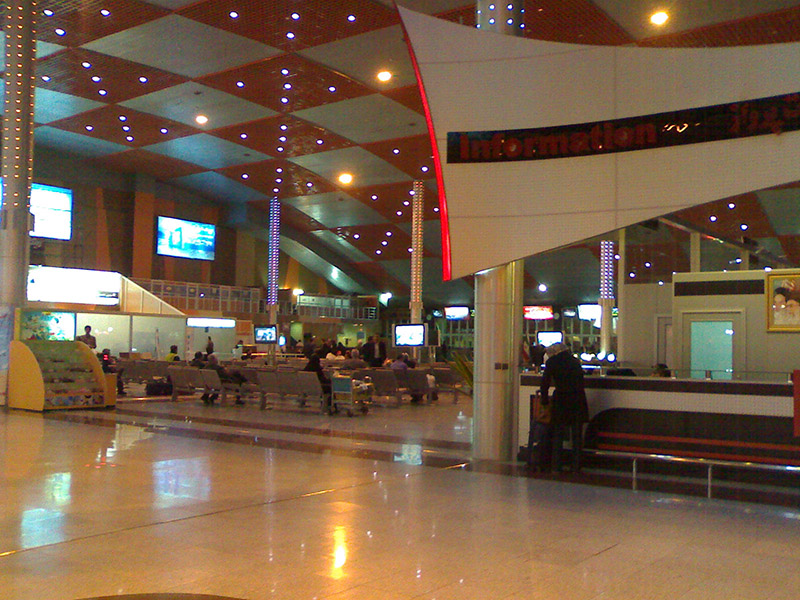
داخل مطار تبريز الدولي.

تتم أغلب حركة التنقّل في تبريز عبر السيَّارات التي خُصصت لها شبكة طويلة واسعة من الشوارع الداخليَّة والطرق السريعة. تُشرفُ البلديَّة على تسيير شبكة من سيَّارات الأجرة والحافلات العموميَّة ضمن نطاق المدينة، وهُناك بضعة مؤسسات خاصَّة تؤمّنُ خدمات النقل للمواطنين وتُتيح لهم استعمال خاصيَّة طلب سيَّارة الأجرة عبر الهاتف.
تبريز هي ثاني مدينة في إيران بعد طهران يُقام فيها نظام خدمة الباص السريع العابر. ويمتد خط الخدمة هذا على طول 18 كيلومتر من ساحة بسيج شرقًا إلى محطَّة السكك الحديديَّة غربًا، وهُناك 50 محطَّة على طول هذا الخط.
ما تزال الحكومة الإيرانيَّة تعمل على تشييد نظام سكك حديد الأنفاق (المترو) في تبريز، وقد تخلَّفت عن ميعاد الانتهاء بحوالي 7 سنوات، وكانت الحكومة قد عقدت العزم على الانتهاء من تشييد 6 كيلومترات من الشبكة بحول سنة 2006م، لكنَّها فشلت في تحقيق ذلك بسبب بعض المشاكل الماليَّة، ولم يُنجز سوى نصف السكَّة إلى الآن.

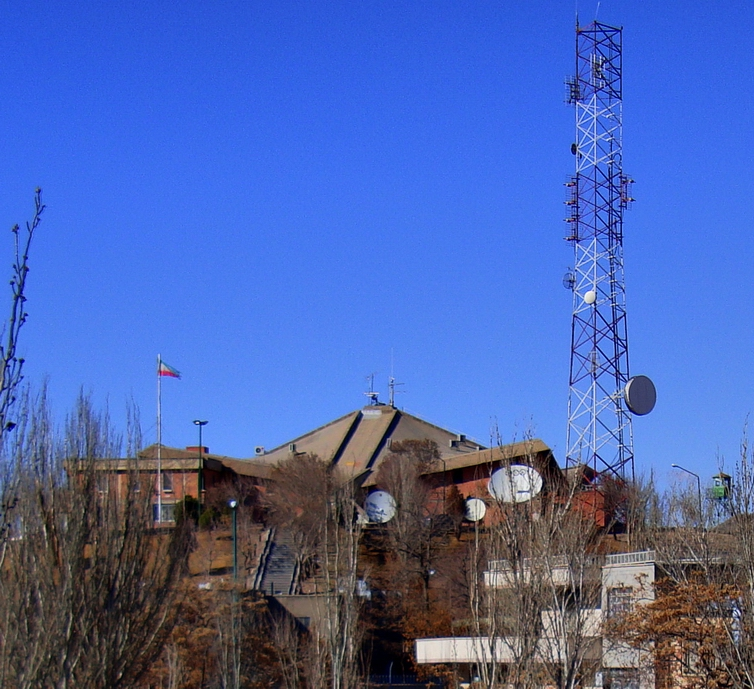
المبنى الرئيسي لقناة سنهد التلفازيَّة.

تبريز موصولة بأوروبا عبر الطرقات السريعة التُركيَّة الموصولة بمدينة بازرگان الحدوديَّة، الموصولة بدورها بطرقات تبريز، وتتصل بالعاصمة طهران عبر طريق طهران-تبريز السريع الذي لم يبقَ على انتهاءه سوى 20 كيلومترًا تفصل بين تبريز ومدينة بستان آباد.
تتصل المدينة بشبكة السكك الحديديَّة الإيرانيَّة الوطنيَّة وبشبكة السكك الحديديَّة الأوروبيَّة والتُركيَّة عبر جسر قطور في مُحافظة أذربيجان الغربيَّة. كانت تبريز أولى المُدن الإيرانيَّة التي سُيِّرت فيها القطارات بعد إنشاء خط حديد تبريز-جلفا خلال الفترة المُمتدَّة بين عاميّ 1912 و1914م. تقع محطَّة تبريز للسكك الحديديَّة في القسم الغربي من المدينة، في نهاية شارع الخُميني.
افتُتح مطار تبريز الدولي سنة 1950م، وهو المطار الدولي الوحيد في أذربيجان الشرقيَّة (منذ عام 1991م)، وقد استحال المطار الإيراني الوحيد لينال شهادة ISO9001-2000.

### الاتصالات والإعلام
في تبريز قناةٌ تلفازيَّة حكوميَّة واحدة هي «قناة سنهد»، وتبثّث برامجها باللُغتين الفارسيَّة والأذريَّة، وتبثّث برامجها دوليًّا على القمرين الصناعيين «بردر 5» و«إنتلسات 902». كذلك هُناك قناة إذاعيَّة حكوميَّة واحدة في المدينة تبثّث برامجها باللُغتين سالِفتا الذكر أيضًا. هُناك 14 مجلَّة أسبوعيَّة و8 صُحف رئيسيَّة تصدر في المدينة، وهي تشمل صحف وجرائد: أمين، ومهد أزادي، وعصر أزادي، وفجر أذربيجان، وصائب تبريز، وپيام نور، وناوية ميشو، وصاحب.

## الرياضة
تُعدّ تبريز إحدى أبرز مراكز الأنشطة الرياضيَّة في إيران، وفيها عدَّة مُجمَّعات رياضيَّة. ومن أبرز تلك المُجمَّعات: استاد تختي باغ شمال، وهو يضم ملعبًا لكرة القدم وبركة سباحة وملعب لكرة السلَّة وآخر للكرة الطائرة. كذلك هُناك استاد أكبر حجمًا هو ملعب یادگار إمام المُصنَّف كقرية أولمپيَّة، وهو يضم ملعبًا لكرة القدم وساحة لركوب الدرَّاجات الهوائيَّة. بالإضافة إلى ذلك هُناك عدَّة ملاعب رياضيَّة أخرى بالمدينة وصالات ونوادي تمرين وألعاب كثيرة. من بين جميع الرياضات بالمدينة، تُعتبر رياضتا كرة القدم وسباق الدرَّاجات الهوائيَّة الأكثر شعبيَّةً بين الناس.

### كُرة القدم

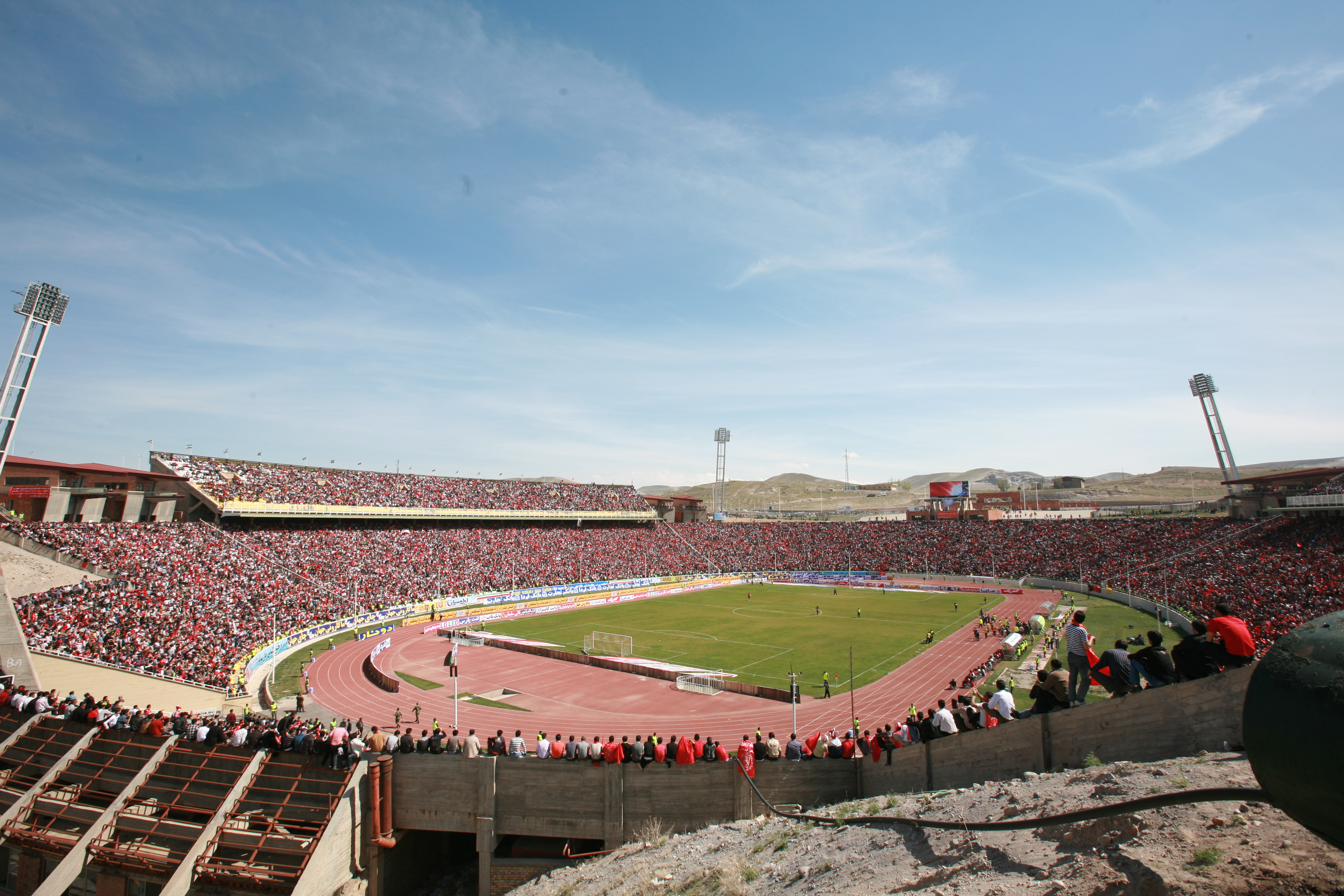
ملعب سنهد وقد غصَّ بالمُشاهدين خِلال مُباراة لنادي تراكتورسازي.

تُعدُّ كُرة القدم جزءًا أساسيًّا من ثقافة المدينة، وكان من شأن شعبيَّة هذه الرياضة بالمدينة أن استحالت تبريز أرضًا لأربع أندية إيرانيَّة كُبرى، هي: نادي تراكتورسازي، ونادي ماشين سازي، ونادي گسترش فولاد. يلعب النادي الأوَّل في دوري المُحترفين الإيراني، وهو شديد الشعبيَّة في شمال غرب البلاد. تتخذ تلك الأندية من ملعب سنهد المُتضمَّن في استاد یادگار أرضًا لها، والملعب الأخير تصل سعته إلى 71,000 مُتفرّج. بعض المُباريات تُعقد أيضًا في استاد تختي باغ شمال الواقع بوسط المدينة تقريبًا. ومن الجدير بالذِكر أنَّ الاستاد الأخير كان قد استضاف جزءًا من الدورة الأخيرة لكأس الأمم الآسيويَّة لكُرة القدم لعام 1976م.

### سباق الدرَّاجات الهوائيَّة
تُقامُ في تبريز سنويًّا منذ عام 1986م بطولة أذربيجان الدوليَّة لِسباق الدرَّاجات الهوائيَّة، وهي أكثر البطولات المرموقة لِسباق الدرَّاجات في إيران. تبريز هي أيضًا مركز فريق پتروشیمي للدرَّاجات الهوائيَّة، وهو فريقٌ يُشارك في بطولات اتحاد الدرَّاجين العالمي التي تُقام في آسيا.

## الأعلام

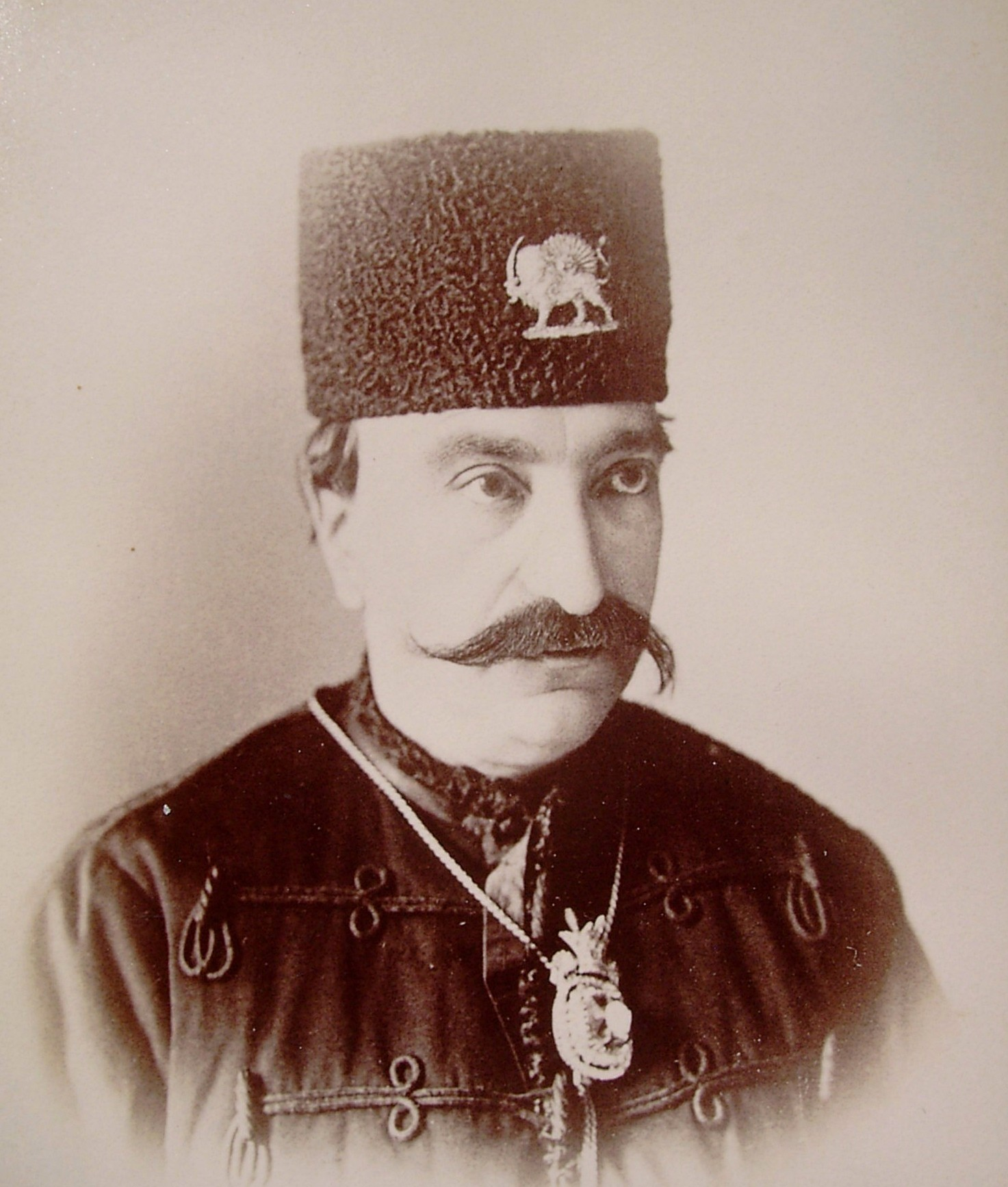
ناصر الدين القاجاري.

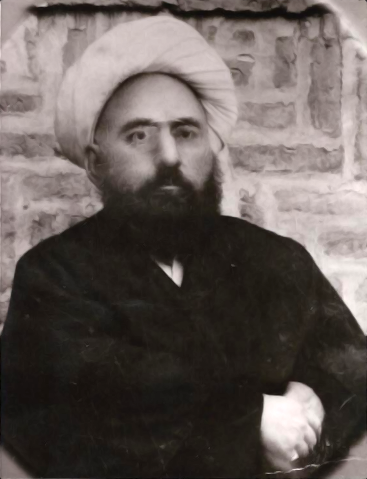
علي بن موسى التبريزي.

خرج من تبريز عددٌ كبير من العُلماء والأدباء والفنّانين ورجال الدين، ومن أبرزهم:
- قطران التبريزي، شاعر بلاط اشتهر بمديحه الأمراء والمُلوك الفارسيّون، عاش خلال القرن الحادي عشر.
- شمس الدين مُحمَّد التبريزي، عالمٌ مُسلم صوفي ومن أشهر شُعراء بلاد فارس، وهو المُعلّم الروحي لجلال الدين الرومي.
- زكريَّا يحيى بن علي الخطيب التبريزي، المشهور بلقب «الخطيب التبريزي» عند العامَّة، هو لُغوي عربي، عاش خلال القرن الحادي عشر وقام على خزانة الكتب بالمدرسة النظاميَّة في بغداد.
- همَّام التبريزي، شاعرٌ غزليّ عاصر عهد الإلخانات في بلاد فارس.
- "ثقة الإسلام" علي بن موسى التبريزي، رجل دين شيعي إصلاحي، كان من ضمن الداعمين للثورة الدستوريَّة في البلاد، ومن مُقاومي الغزو الروسي. أُعدم شنقًا على يد الروس سنة 1911م.
- ستَّار خان قره‌ داغي، أحد زُعماء الثورة الدستوريَّة في العهد القاجاري، يعتبره الكثير من الإيرانيين بطلًا قوميًّا.
- ناصر الدين شاه القاجاري، رابع الملوك القاجاريين على إيران.
- الميرزا أحمد شاه القاجاري، آخر الملوك القاجاريين على إيران.
- محمد حسين الطباطبائي، علَّامة ومرجع شيعي كبير ومن أهم عُلماء عصره، صاحب كتاب «الميزان في تفسير القرآن».
- أحمد الكسروي، أحد أشهر اللغويين والمؤرخين الإيرانيين.
- محسن هشترودي، عالم رياضيَّات إيراني.
- جواد الطباطبائي، نائب عميد كُليَّة الحقوق والعلوم السياسيَّة في جامعة طهران، حائز على شهادة الدكتوراة في العلوم السياسيَّة من جامعة السوربون في فرنسا.
- موسى غني نجاد، اقتصادي إيراني، ورئيس تحرير الجريدة الاقتصاديَّة «دُنيا الاقتصاد».
- مهدي قالیبافیان، مُهندس مدني إيراني، يشتهر بكونه أوَّل من أدخل الخرسانة المُسلَّحة إلى إيران.[185]
- ڤارتان گرگوریان، أكاديمي أمريكي-أرمني شهير، وهو رئيس مؤسسة كارنجي في نيويورك، من مواليد تبريز.

## المُدن المتوأمة
عقدت بلديَّة تبريز اتفاقيَّات توأمة مع عددٍ من المُدن، وهي:
| - ڤيينا، النمسا - باكو، أذربيجان - قازان، روسيا - ألماتي، كازاخستان - ووهان، الصين - زغرب، كرواتيا | - غزّة، فلسطين - خجند، طاجيكستان - أرضروم، تركيا - إسطنبول، تُركيَّا | - إزمير، تركيا - قونية، تركيا - كربلاء، العراق - هو تشي مينه، فيتنام ه - ، موگیلڤ، روسيا البيضاء |

### حواشٍ
- 1: آتروپات، أو آتورپات (باليونانيَّة: Aτρoπάτης؛ نقحرة: آتروپاتس؛ حوالي سنة 370 ق.م – بعد 321 ق.م) هو أحد النبلاء الفُرس،[194][195][196][197][198] ويعني اسمه «تحميه النار»،[199] خدم تحت إمرة الشاه داريوش الثالث ثمَّ الإسكندر الأكبر بعد أن تمَّ للأخير فتح كامل أراضي الإمبراطوريَّة الفارسيَّة الأخمينيَّة، وفي نهاية المطاف تمكن من تأسيس مملكة خاصَّة به وسُلالة ملكيَّة عُرفت باسمه، وجعل تبريز عاصمة مُلكه وقصبة بلاده. وقد حُرِّف اسمه مع مرور الزمن حتى أصبح "آتروپاتكان" في العصر الساساني، ثمَّ "آذربيجان" في نهاية المطاف، وتسمَّت المنطقة الغربيَّة كلها من بلاد إيران باسمه.[200]
- 2: بعد وفاة تيمورلنك عام 807هـ كثرت المنازعات بين أبناءه وأحفاده إلى أن تسبب التفكك في البيت التيموري، بقطع أجزاء الدولة التيمورية، فتمكنت قبائل القرة قویونلو من الاستيلاء على إقليم أذربيجان في عام 811هـ، واتسع نفوذ هذه القبائل حتى بلغ بغداد. وهؤلاء كانوا يحكمون الإقليم الغربي من إيران بينما كان أبناء تيمور يحكمون الإقليم الشرقي في إيران، وظلوا يحكمون هذا الإقليم حتى عام 911هـ عندما قضى على جميع هذه الدويلات الشاه إسماعيل الصفوي.
- 3: القزلباش هي كلمة مكوَّنة من قسمين: «قزل» بمعنى أحمر، و«باش» بمعنى رأس، فهي تعني «الرؤوس الحمراء» أو «أصحاب الرؤوس الحمراء»، وبتعبير أفضل «أصحاب القبعات الحمراء». وهو اسم أطلقه العثمانيّون على مُريدي الشيخ حيدر بن جُنيد الصفوي وأتباع طريقته الصوفيَّة، إذ كان هذا الشيخ الأخير قد خطا خطوة كبيرة في سبيل دفع عجلة طريقته نحو التشيّع الاثنا عشري، وذلك باتخاذه شعارًا يُميّزُ أتباعه عن غيرهم على صورة قلنسوة حمراء ذات اثنتيّ عشرة ذؤابة دلالةً على الأئمة الاثنيّ عشر، وعُرف لباس الرأس هذا باسم «تاج حيدر»، وقد صار شعارًا للحركة الصوفيَّة فيما بعد.[201]